# 2024年の日本プロ野球
2024年の日本プロ野球（2024ねんのにほんぷろやきゅう）では、2024年の日本プロ野球（NPB）における動向をまとめる。

## できごと

### 1月
- 1日
  - 読売ジャイアンツは、今季のチームスローガンを『新風 〜GIANTS CHALLENGE〜』に決定したことを発表[3]。
- 5日
  - 広島東洋カープは、オリックス・バファローズにFA移籍した西川龍馬の人的補償として、日髙暖己の獲得を発表[4]。
- 8日
  - 福岡ソフトバンクホークスは、C.スチュワート・ジュニア、ロベルト・オスナとの契約を更新した事を発表[5]。
  - 北海道日本ハムファイターズは、元カンザスシティ・ロイヤルズのフランミル・レイエスとの契約合意を発表、背番号は99[6]。
- 9日
  - オリックス・バファローズは、前オークランド・アスレチックス傘下3Aのコーディ・トーマスの獲得と、マーウィン・ゴンザレス、レアンドロ・セデーニョの残留を発表[7][8]。トーマスの背番号は45[7]。また、今季のキャッチフレーズを『おりふぉーWW』に決定したことも発表[9]。
- 10日
  - 横浜DeNAベイスターズは、前ニューヨーク・メッツ傘下3Aのアンソニー・ケイの獲得を発表[10]。
- 11日
  - 北海道日本ハムファイターズは、今季のチームスローガンを『大航海』に決定したことを発表[11]。
  - 埼玉西武ライオンズは、福岡ソフトバンクホークスにFA移籍した山川穂高の人的補償として、甲斐野央を獲得することを発表[12]。
  - 広島東洋カープは、日髙暖己の背番号が70に決まったと発表[13]。
- 12日
  - 横浜DeNAベイスターズは、元ピッツバーグ・パイレーツのアンドレ・ジャクソンとの契約締結を発表[14]。
  - 北海道日本ハムファイターズは、2020・21年に在籍していた、前セントルイス・カージナルスのドリュー・バーヘイゲンの獲得を発表、背番号は45[15]。
- 13日
  - 埼玉西武ライオンズは、今季のスローガンを『やる獅かない』に決定したことを発表[16]。
- 16日
  - オリックス・バファローズは、元千葉ロッテマリーンズのルイス・カスティーヨと、前サンディエゴ・パドレス傘下3Aのアンダーソン・エスピノーザの2選手の獲得を発表。背番号はカスティーヨが54、エスピノーザが00[17]。
  - 福岡ソフトバンクホークスは、ダリオ・サルディと育成選手契約を締結したことを発表。背番号は176[18]。
  - 今季からウエスタン・リーグに参加するハヤテ223が、球団名を「くふうハヤテベンチャーズ静岡」に決定したことを発表[19]。
- 18日
  - 野球殿堂博物館は、2024年の野球殿堂入りメンバーを発表。プレイヤー部門表彰者に黒田博樹と谷繁元信、特別表彰者に審判員の谷村友一（2022年没）を選出[20]。
- 19日
  - 埼玉西武ライオンズは、甲斐野央の背番号が34に決まったと発表[21]。
- 22日
  - 読売ジャイアンツは、元サンディエゴ・パドレスのルーグネット・オドーアとの契約合意を発表。背番号は23[22]。
- 25日
  - 福岡ソフトバンクホークスは、今季のチームスローガンを『VIVA（美破!）』に決定したことを発表[23][24]。
- 28日
  - 横浜DeNAベイスターズは、次のように新加入選手の背番号を発表[25]。
    - アンドレ・ジャクソン：42
    - ローワン・ウィック：62
    - アンソニー・ケイ：69
    - ウィルニー・モロン：105
    - アレクサンダー・マルティネス：110
- 29日
  - 横浜DeNAベイスターズは、今季のチームスローガンを『横浜進化』に決定したことを発表[26]。
- 31日
  - 千葉ロッテマリーンズは、今季のチームスローガンを『自分たちを超えてゆく。』に決定したことを発表[27]。

### 2月
- 16日
  - 千葉ロッテマリーンズは、さらなるチーム強化に向け、ファーム本拠地を公募することを発表[28]。
- 23日
  - オープン戦開始。3月24日まで[29]

### 3月
- 6日
  - 読売ジャイアンツは、育成選手の京本眞と中田歩夢の両選手と支配下選手登録を結んだことを発表。背番号は京本が014→99 、中田が002→95[30]。
- 9日
  - 阪神タイガースが、球団ワーストとなるオープン戦開幕から8連敗。前年度リーグ優勝チームとしては記録が残っている1965年以降では初[31]。
- 11日
  - 読売ジャイアンツの若林晃弘と北海道日本ハムファイターズの郡拓也の交換トレード成立が発表された。郡の背番号は37[32][33]。
- 12日
  - 東北楽天ゴールデンイーグルスは、育成選手の山田遥楓と支配下選手登録を結んだことを発表。背番号は005→42[34]。
  - 北海道日本ハムファイターズは、若林晃弘の背番号が49に決まったと発表[35]。
- 14日
  - オリックス・バファローズは、育成選手の椋木蓮と富山凌雅の両選手を支配下選手登録することを発表。背番号は椋木が127→15 、富山が128→28[36]。
  - 北海道日本ハムファイターズは、育成選手の福島蓮を支配下選手登録することを発表。背番号は121→94[37]。
- 19日
  - 福岡ソフトバンクホークスは、育成選手の仲田慶介、緒方理貢、川村友斗の3選手を支配下選手登録することを発表。背番号はそれぞれ155→69、127→57、132→61[38]。
- 21日
  - イースタン・リーグで、新規参入球団のオイシックス新潟アルビレックスBCが5戦目で初勝利[39]。
- 22日
  - ウエスタン・リーグで、新規参入球団のくふうハヤテベンチャーズ静岡が7戦目で初勝利[40]。
- 24日
  - 埼玉西武ライオンズは、育成選手のブランドンと支配下選手契約を締結することを発表。背番号は133→66[41]。
- 26日
  - オリックス・バファローズは、育成選手の井口和朋を支配下選手登録することを発表。背番号は129→58[42]。
  - 中日ドラゴンズは育成選手の尾田剛樹とクリスチャン・ロドリゲスの両選手と支配下選手登録を結んだことを発表。背番号は尾田が217→00、ロドリゲスが219→95[43]。
  - 読売ジャイアンツは、ルーグネッド・オドーアから退団の申し出があり、受け入れたことを発表[44]。
- 29日
  - セントラル・リーグ、パシフィック・リーグともに公式戦開幕[45]。
  - 横浜DeNAベイスターズの度会隆輝が、NPB史上14人目となる開幕戦プロ初安打初本塁打[46]。
  - 中日ドラゴンズの中田翔が、3球団（日本ハム・巨人・中日）での開幕戦本塁打。山内一弘（毎日・阪神・広島）以来56年ぶり史上2人目[47]。
- 30日
  - 中日ドラゴンズの涌井秀章が、通算2000奪三振達成、史上24人目[48]。
  - 広島東洋カープの黒原拓未が、対横浜DeNAベイスターズ2回戦（横浜スタジアム）で先頭打者の度会隆輝の顔面近くをかすめる死球により危険球退場処分。打者1人投球数3球での危険球退場は、先発投手としては打者数・投球数ともに2021年7月2日の佐々木健（埼玉西武ライオンズ）に並ぶ最少タイ記録で、セ・リーグでは最少記録[注 1][49]。
  - 横浜DeNAベイスターズの度会隆輝が、開幕戦から2試合連続本塁打。新人としては1981年の石毛宏典（西武ライオンズ）以来43年ぶり史上3人目、セ・リーグでは初[50]。
- 31日
  - 千葉ロッテマリーンズは、育成選手の二保旭を支配下選手登録することを発表、背番号は132→91[51]。
  - 東京ヤクルトスワローズは、育成選手の岩田幸宏を支配下選手登録することを発表、背番号は024→64[52]。
  - 読売ジャイアンツ対阪神タイガース3回戦（東京ドーム）、8回表に阪神が今季初得点し、開幕からの連続無失点・無得点が25イニングでストップ。
    - 巨人の開幕から25イニング連続無失点は1996年の近鉄バファローズに並ぶNPBタイ記録で、セ・リーグ新記録[53]。
    - 阪神の開幕から25イニング連続無得点は1967年の東京オリオンズの36に次ぐNPB史上2番目で、セ・リーグワースト記録[54]。

### 4月
- 3日
  - 北海道日本ハムファイターズの万波中正が、対東北楽天ゴールデンイーグルス2回戦（エスコンフィールドHOKKAIDO）に「3番・右翼」で先発出場し5回裏に本塁打を放ち、史上23人目となる全打順本塁打を記録[55]。
- 4日
  - オリックス・バファローズの東晃平が、対埼玉西武ライオンズ3回戦（ベルーナドーム）で勝ち投手となり、デビューから8連勝。先発登板のみでは1942年の藤本英雄以来82年ぶり史上2人目[56]。
- 5日
  - 東北楽天ゴールデンイーグルスは、育成選手の清宮虎多朗を支配下選手登録することを発表、背番号は135→79[57]。
  - 埼玉西武ライオンズがエスコンフィールドHOKKAIDOでの対北海道日本ハムファイターズ1回戦で史上7球団目の通算10000試合を達成[58]。
- 6日
  - 広島東洋カープが、対中日ドラゴンズ2回戦（マツダスタジアム）で先発野手全員安打を達成しながら、無得点で敗北。球団としては53年ぶり3度目[59]。また、同試合で中日ドラゴンズの涌井秀章が勝ち投手となり、20年連続勝利。史上13人目[60]。
- 10日
  - 中日ドラゴンズの高橋周平、後藤駿太の両選手が通算1000試合出場を記録。史上526、527人目[61][62]。同一球団の2人が同じ試合で通算1000試合出場を達成するのは、1977年8月5日に阪急ブレーブスの福本豊と大橋穣が対近鉄バファローズ戦で記録して以来47年振り史上2度目[63]。
  - NPBは、東北楽天ゴールデンイーグルス二軍監督の三木肇が体調不良のため、二軍バッテリーコーチの田中雅彦が監督代行を務めることを発表（ - 16日[64]）[65]。
  - 埼玉西武ライオンズが、開幕戦からこの日開催された対千葉ロッテマリーンズ2回戦（ベルーナドーム）まで11試合連続被本塁打0となり、2016年のロッテの10試合を超え、2リーグ制以降の最長記録を更新[66]。
- 12日
  - オリックス・バファローズの東晃平が、対北海道日本ハムファイターズ1回戦（京セラドーム大阪）で1-0で敗戦投手となり、デビューからの連勝記録がパ・リーグ日本人投手最多タイ（先発登板のみでは2リーグ制以降最多）の8でストップ[67]。
- 13日
  - 福岡ソフトバンクホークスの山川穂高が、対埼玉西武ライオンズ2回戦（ベルーナドーム）で2打席連続の満塁本塁打を記録。
    - 1試合2本の満塁本塁打は1951年10月5日の飯島滋弥（大映スターズ）、2006年4月30日の二岡智宏（読売ジャイアンツ）に続き史上3人目で、2打席連続の満塁本塁打は前述の二岡に次いで史上2人目、パ・リーグ初。また、同時に史上44人目の全球団本塁打（現存12球団に対しては33人目）も達成した[68][69]。
    - 山川の1本目の本塁打により、西武の開幕からの連続試合被本塁打0記録が12試合でストップした[66]。
- 16日
  - 横浜DeNAベイスターズは、2019年まで同球団に所属していた、元サンフランシスコ・ジャイアンツ傘下3Aの筒香嘉智の獲得を発表。背番号は以前の在籍時と同じ25[70]。
  - 埼玉西武ライオンズが、対千葉ロッテマリーンズ3回戦（ZOZOマリンスタジアム）で延長11回サヨナラ負けし、2023年6月15日の読売ジャイアンツ戦から通算で延長戦12連敗となり、2リーグ制以降としては1994年から1995年の近鉄バファローズと並ぶリーグワーストタイ記録となる[71]。
- 18日
  - NPBは、4月17日のイースタン・リーグ対読売ジャイアンツ5回戦（読売ジャイアンツ球場）において選手交代の通告を怠った北海道日本ハムファイターズの稲葉篤紀二軍監督に対し、厳重注意の制裁を科したことを発表[72]。
- 19日
  - 読売ジャイアンツは、育成選手のエスタミー・ウレーニャを支配下選手登録したことを発表。背番号は098→98[73]。
- 23日
  - 千葉ロッテマリーンズがZOZOマリンスタジアムでの対福岡ソフトバンクホークス4回戦で史上8球団目の通算10000試合を達成[74]。また、福岡ソフトバンクホークスの今宮健太がこの試合に先発出場し、通算1500試合出場を記録。史上206人目[75][76]。
- 24日
  - 埼玉西武ライオンズが、対オリックス・バファローズ5回戦（京セラドーム大阪）で延長10回サヨナラ負けを喫し、延長戦通算13連敗。2リーグ制となった1950年以降として、2015年から2016年にかけて横浜DeNAベイスターズが記録した延長戦13連敗（DeNAは1引分を挟む）のワースト記録に並ぶ[77]。
- 25日
  - みずほフィナンシャルグループが福岡ソフトバンクホークスとこの日から2年間の施設命名権契約を結び、福岡ドーム（福岡PayPayドーム）の名称がみずほPayPayドーム福岡（略称：みずほPayPayドーム）となる[78]。
  - 読売ジャイアンツの西舘勇陽が、対中日ドラゴンズ6回戦（東京ドーム）の7回表に登板し、3者凡退に抑えてホールドを記録。開幕から10試合連続ホールドは史上3人目で、新人がデビューからだとNPB史上初[注 2][79]。
- 27日
  - 埼玉西武ライオンズが対福岡ソフトバンクホークス4回戦（みずほPayPayドーム福岡）に延長10回サヨナラ負けし、前年から続く延長戦での連敗が、2リーグ制以降のNPBワースト記録更新となる14に達すると同時に、球団として2001年8月以来23年ぶり、延長サヨナラに限れば西鉄時代の1953年4月以来71年ぶりとなる月間4度目のサヨナラ負けとなる[80]。
  - 読売ジャイアンツが対横浜DeNAベイスターズ5回戦（横浜スタジアム）に2-1で勝利するも、13日の広島戦から13試合連続で3得点以下となり、1993年6~7月、2021年10月に記録した12試合連続を更新し、球団史上ワースト記録となる[81]。
- 28日
  - 埼玉西武ライオンズが対福岡ソフトバンクホークス5回戦（みずほPayPayドーム福岡）に延長12回サヨナラ負けし、延長での連敗記録を15に更新（NPB最長は17連敗だが、引き分けを挟まない15連敗は1リーグ時代を通じNPB単独最長記録[82]）すると同時に、NPB史上初となる月間5度目の延長でのサヨナラ負けを喫する[83]。また埼玉西武ライオンズの古市尊が、2015年9月29日の嶺井博希（横浜DeNAベイスターズ）以来NPB史上15人目（16度目）、パ・リーグでは同年8月5日の伊藤光（オリックス・バファローズ）以来史上5度目、球団では前身を通じ初となるサヨナラ捕逸を記録[84]。
  - 広島東洋カープが対中日ドラゴンズ5回戦（バンテリンドーム ナゴヤ）で、NPB史上初の月間3度目の0-0での引き分けを記録[85]。
  - 北海道日本ハムファイターズが対オリックス・バファローズ5回戦（エスコンフィールドHOKKAIDO）で、NPB史上初となる1試合中のチーム安打数1以下で4得点[86]。
- 29日
  - 東京ヤクルトスワローズが、対読売ジャイアンツ3回戦（東京ドーム）に9-0で勝利し、球団通算4500勝を達成[87]。
  - 福岡ソフトバンクホークス対埼玉西武ライオンズ6回戦（みずほPayPayドーム福岡）で、ソフトバンクが5-4で勝利し、3戦連続となるサヨナラ勝ち。
    - 同一カードにおける3試合連続サヨナラ試合は、2017年8月22日-24日の横浜DeNAベイスターズ対広島東洋カープ（横浜スタジアム）以来NPB史上7年ぶり5度目で、パ・リーグでは1997年4月22日-24日の日本ハムファイターズ対福岡ダイエーホークス（東京ドーム）以来27年ぶり2度目。
    - ソフトバンクの3戦連続サヨナラ勝ちは南海ホークス時代の1961年5月18、20、21日[注 3]以来63年ぶり[88]。併せて球団福岡移転後2500勝達成[89]。
    - 西武の3戦連続サヨナラ負けは、球団としては2001年8月28、29、31日[注 4]以来23年ぶり史上3度目、同一カード3連戦のサヨナラ負けは球団史上初[90]。
    - 西武の金子侑司が同試合に先発出場し、通算1000試合出場を記録、史上528人目[91]。

### 5月
- 1日
  - オリックス・バファローズの安達了一が、対千葉ロッテマリーンズ5回戦（ほっともっとフィールド神戸）の9回表に3失策。二塁手の1イニング3失策は1962年8月6日の近藤昭仁（大洋ホエールズ）以来62年ぶりで2リーグ制以降最多タイ、パ・リーグでは初[注 5][92]。
- 3日
  - 東京ヤクルトスワローズの石山泰稚が通算500試合登板を記録。史上108人目[93]。
- 4日
  - 埼玉西武ライオンズが、対福岡ソフトバンクホークス8回戦（ベルーナドーム）で延長10回サヨナラ勝ちし、2リーグ制後のNPB新記録となっていた延長戦における連敗を15で止める[94]。
- 5日
  - 中日ドラゴンズは、育成選手契約の板山祐太郎を支配下選手登録したことを発表。背番号は211→63 [95]。
- 6日
  - NPBは、東京ヤクルトスワローズ二軍監督の池山隆寛が体調不良のため、二軍総合コーチの城石憲之が監督代行を務めることを発表[96]。池山は翌7日復帰。
  - 埼玉西武ライオンズの中村剛也が、対千葉ロッテマリーンズ5回戦（ZOZOマリンスタジアム）4回表に二塁打を放ち、NPB通算47人目となる350二塁打を達成。また9回表にソロ本塁打を放ち、田淵幸一を抜きNPB歴代単独11位となる通算475本塁打を達成[97]。
- 7日
  - 福岡ソフトバンクホークスの有原航平が1000投球回到達、NPB史上368人目[98]。
  - 埼玉西武ライオンズの中村剛也が、対千葉ロッテマリーンズ6回戦（ZOZOマリンスタジアム）6回表にソロ本塁打を放ち、金本知憲と並ぶNPB歴代10位タイとなる通算476本塁打を達成[99]。
- 8日
  - 広島東洋カープの大瀬良大地が通算1000奪三振を達成、NPB史上157人目[100]。
  - 福岡ソフトバンクホークスのロベルト・オスナが、NPB45セーブ目達成により日米通算200セーブ（MLB155セーブとの合計）を達成。NPBとMLB両方でセーブを記録した外国人投手で日米通算200セーブ以上は史上3人目[注 6]だが、過去2人はMLBで200セーブ以上を記録した後に来日したため、NPBで通算200セーブ達成は初[101]。
- 10日
  - 読売ジャイアンツは、元テキサス・レンジャーズ傘下3Aのエリエ・ヘルナンデスとの契約合意を発表[102]。背番号は42[103]。
  - 北海道日本ハムファイターズは、育成選手の柳川大晟を支配下選手登録することを発表、背番号は123→95[104]。
- 11日
  - 読売ジャイアンツの菅野智之が通算1500奪三振を記録。史上60人目で、通算1739回2/3イニングでの達成は槙原寛己の1750回2/3イニングを抜き球団史上最速[105]。また、この日の登板で勝利投手となり、工藤公康、1リーグ時代のヴィクトル・スタルヒンと並びプロ野球最多タイとなる通算5度目の開幕4連勝を記録した[106]。
- 14日
  - この日行われた6試合のうち4試合が地方球場（富山アルペンスタジアム・松山坊っちゃんスタジアム・豊橋市民球場・沖縄セルラースタジアム那覇）でのナイター開催となり、同日に地方での開催が4試合行われるのは2015年6月23日以来約9年ぶり[107]。
- 15日
  - 東京ヤクルトスワローズ対広島東洋カープ6回戦（松山坊っちゃんスタジアム）で、ヤクルトの村上宗隆が通算200号本塁打を記録。史上115人目で、24歳3か月での達成は清原和博の24歳10か月を抜きNPB史上最年少[注 7][108]。同試合で先発したヤクルトの松本健吾が、NPB史上初のプロ入り初登板での無四球2桁奪三振の完封勝利を記録。初登板完封勝利に限っても2008年の大場翔太（福岡ソフトバンクホークス）以来16年ぶり史上27人目[109]。
- 18日
  - 埼玉西武ライオンズが対福岡ソフトバンクホークス11回戦（みずほPayPayドーム福岡）に敗れ自力優勝が消滅。開幕39試合目での自力優勝消滅は、西鉄ライオンズ時代の1950年、1971年の41試合目を抜き、球団史上最速[110]。39試合目、および5月18日の自力優勝消滅は、いずれもNPB史上かつパ・リーグ史上5番目の早さ。
  - 読売ジャイアンツの坂本勇人が対広島東洋カープ8回戦（MAZDA Zoom-Zoom スタジアム広島）で3安打を放ち、長嶋茂雄を抜きNPB歴代3位でセ・リーグ新記録となる通算187度目の猛打賞を記録[111]。うち1本は通算448本目の二塁打となり、山内一弘と並び史上3位タイかつ右打者最多タイ[112]。また、同試合に先発し敗戦投手となった赤星優志は、球団史上初の2年連続の開幕4連敗を記録した[注 8][113]。
  - 阪神タイガース対東京ヤクルトスワローズ8回戦（阪神甲子園球場）で、阪神はジェレミー・ビーズリー、ヤクルトはミゲル・ヤフーレの両外国人投手が先発。両名ともに背番号は『99』であり、両軍ともに背番号99（背番号合計は198）の投手が先発で投げ合うのはプロ野球史上初の事象となった[114]。
- 19日
  - この日行われたパ・リーグの3試合が、全てサヨナラ決着。同一リーグの3試合が全てサヨナラ勝利となるのは、2014年9月20日のパ・リーグ以来10年振り6度目で、パ・リーグでは1993年5月6日、前述の2014年9月20日に次いで3度目[115]。
  - 埼玉西武ライオンズの武内夏暉が、対福岡ソフトバンクホークス12回戦（みずほPayPayドーム福岡）で8回0/3自責点1に抑え、プロ初登板から6試合連続クオリティ・スタートを達成。NPB史上2015年の高木勇人（読売ジャイアンツ）と並び4位タイ、パ・リーグ史上最長[116]。
  - 横浜DeNAベイスターズの大和が通算1500試合出場を記録。史上207人目[117]。
- 21日
  - 読売ジャイアンツは、育成選手契約となっていた立岡宗一郎を支配下選手契約したことを発表、背番号は039→23[118]。
  - 福岡ソフトバンクホークスが、対東北楽天ゴールデンイーグルス8回戦（みずほPayPayドーム福岡）で21-0で勝利、1試合20得点以上勝利は球団史上12度目。20得点以上の完封勝利はNPB史上7度目、球団史上3度目[注 9][119]。
    - 楽天の20失点以上の敗戦は2005年3月27日に千葉ロッテマリーンズに0-26で敗れて以来球団史上2度目[120]。
    - ソフトバンクの今宮健太が4回裏に1イニング2三塁打を記録、NPB史上1946年の杉浦清以来78年ぶり3度目、2リーグ制後初[121]。
- 22日
  - 読売ジャイアンツの坂本勇人が、対中日ドラゴンズ11回戦（東京ドーム）の3回裏に二塁打を放ち、通算450二塁打を達成。NPB史上2人目で、福本豊を抜き歴代単独2位[122]。
  - 福岡ソフトバンクホークスが対東北楽天ゴールデンイーグルス9回戦（京セラドーム大阪）に12-0で勝利し、球団史上2003年9月13・14日以来21年ぶりとなる2試合合計33得点を記録[123]。また2試合連続2桁得点での完封勝利はNPB史上27年ぶり3度目[注 10][124]。
- 24日
  - 東京ヤクルトスワローズは、育成選手の橋本星哉と支配下選手契約を結んだことを発表。背番号は023→93[125]。
  - オリックス・バファローズは、育成選手の才木海翔を支配下登録することを発表。背番号は031→95[126]。
  - 東北楽天ゴールデンイーグルスの岡島豪郎が、通算1000試合出場を達成、NPB史上529人目[127]。
  - 埼玉西武ライオンズの髙橋光成が1000投球回到達、NPB史上369人目[128]。
  - 読売ジャイアンツの戸郷翔征が、対阪神タイガース10回戦（阪神甲子園球場）でノーヒットノーランを達成、NPB史上89人目（通算101回目）[129]。
  - 広島東洋カープ対横浜DeNAベイスターズ9回戦（横浜スタジアム）で、広島が延長10回に1イニング3本塁打を記録。延長戦での1イニング3本塁打以上は、1989年8月29日にダイエーが対西武戦の11回に記録して以来35年振りで、セ・リーグでは1968年6月27日に中日が対巨人戦の11回に記録して以来56年振り。また、この回に決勝本塁打を放った小園海斗は、球団最多タイの月間7度目の決勝打を記録した[130]。
- 25日
  - 埼玉西武ライオンズの中村剛也が、対オリックス・バファローズ8回戦（ベルーナドーム）2回裏にソロ本塁打を放ち、金本知憲を抜きNPB歴代単独10位となる通算477本塁打[131]。
- 26日
  - 広島東洋カープの栗林良吏が、通算100セーブを達成、NPB史上36人目。178試合目での達成は、馬原孝浩（ソフトバンク）と並ぶNPB歴代5位タイかつ日本人最速タイ記録[132]。
  - 埼玉西武ライオンズは、一軍監督の松井稼頭央が成績低迷から休養に入り、28日からはゼネラルマネージャーの渡辺久信が監督代行を務めることを発表[133]。NPBは翌27日に、渡辺久信をコーチとして登録したことを公示、背番号は72[134]。
- 28日
  - 日本生命セ・パ交流戦開幕（ - 6月18日）[135]。
  - オリックス・バファローズは、前年に千葉ロッテマリーンズに在籍していた、元ワシントン・ナショナルズ所属のルイス・ペルドモとの契約合意を発表。背番号は59[136]。
  - 東京ヤクルトスワローズの山田哲人が通算1500安打を記録。史上136人目で、31歳10ヵ月での達成は若松勉の35歳0ヵ月を抜き、球団史上最年少[137]。
- 31日
  - 千葉ロッテマリーンズが、対阪神タイガース1回戦（ZOZOマリンスタジアム）で延長10回にサヨナラ勝ちし、2005年以来19年ぶりとなる10連勝。
    - 3試合連続で劣勢から9回に同点に追いついての延長戦は、パ・リーグでは1968年4月25日 - 29日の阪急ブレーブス以来56年ぶり2度目[138]。
    - 育成選手の吉田凌を支配下選手登録することを発表、背番号は138→93[139]。

  - 東北楽天ゴールデンイーグルスのマイケル・フランコが、対東京ヤクルトスワローズ1回戦（福島県営あづま球場）9回裏に代打の代打として出場し、逆転サヨナラ本塁打。代打サヨナラ本塁打は球団史上初[140]。また、代打の代打による逆転サヨナラ本塁打は1980年6月25日の門田博光（南海）以来、NPB史上44年ぶり2度目[141]。
  - 千葉ロッテマリーンズ、東北楽天ゴールデンイーグルス、オリックス・バファローズの3球団がサヨナラ勝ち。交流戦で同日に3球団がサヨナラ勝ちするのは、2013年6月5日以来11年ぶり3度目[138]。

### 6月
- 1日
  - 福岡ソフトバンクホークスは、育成選手の佐藤直樹を支配下選手登録することを発表、背番号は138→30[142]。
  - 読売ジャイアンツの丸佳浩が、通算1000得点に到達、NPB史上47人目[143]。
  - 広島東洋カープの森浦大輔が、対福岡ソフトバンクホークス2回戦（みずほPayPayドーム）7回裏に三者連続三球三振を記録。前年6月6日同球場においてリバン・モイネロ（ソフトバンク、対横浜DeNAベイスターズ）が達成して以来NPB史上19人目（21度目）[144]。
  - 千葉ロッテマリーンズが、対阪神タイガース2回戦（ZOZOマリンスタジアム）で9回裏に同点に追いつき、延長11回にサヨナラ勝ち。4戦連続延長戦は史上9度目でNPBタイ記録、4戦全て劣勢から同点に追いついての延長戦はNPB史上初[145]。
- 2日
  - 埼玉西武ライオンズは、育成選手の菅井信也を支配下選手登録することを発表、背番号は128→71[146]。
  - 東京ヤクルトスワローズの石川雅規が対東北楽天ゴールデンイーグルス3回戦（楽天モバイルパーク宮城）で今季初勝利を挙げ、交流戦史上最多となる29勝目を挙げるとともに、NPBタイ記録となる23年連続勝利及び史上初となる新人から23年連続勝利を記録[147]。
- 4日
  - 中日ドラゴンズは、育成選手の岩嵜翔を支配下選手登録したことを発表、背番号は203→16[148]。
  - 東北楽天ゴールデンイーグルスの鈴木大地が通算1500安打を記録。NPB史上137人目[149]。
  - 埼玉西武ライオンズの栗山巧が通算400二塁打を記録。NPB史上15人目[150]。同じ試合で、東京ヤクルトスワローズの山田哲人が通算300二塁打を記録。NPB史上77人目[151]。
  - 読売ジャイアンツが対千葉ロッテマリーンズ1回戦（東京ドーム）で、3回裏に球団タイ記録の9者連続安打及びセ・リーグタイ記録の1イニング12安打を記録[152]。
- 5日
  - 中日ドラゴンズ、オリックス・バファローズの2球団がリーグ通算1万試合に到達[153][154]。
- 6日
  - 中日ドラゴンズが対福岡ソフトバンクホークス3回戦（バンテリンドーム ナゴヤ）に勝利し、2リーグ制後では史上4球団目となる球団通算5000勝を記録[155]。
- 7日
  - NPBは、横浜DeNAベイスターズの青山道雄二軍監督が体調不良のため、鶴岡一成二軍バッテリーコーチが監督代行を務めることを発表[156]。青山は9日より復帰[157]
  - 広島東洋カープは、育成選手の佐藤啓介と支配下選手契約をしたことを発表。背番号は124→94[158]。
  - 広島東洋カープの大瀬良大地が、対千葉ロッテマリーンズ1回戦（マツダスタジアム）でノーヒットノーランを達成。史上90人目・102度目[注 11][159]。
- 8日
  - 横浜DeNAベイスターズは、育成選手のジョフレック・ディアス、堀岡隼人を支配下登録すると発表。背番号はディアスが109→93、堀岡が111→92[160]。また、この日行われた対福岡ソフトバンクホークス2回戦（横浜スタジアム）で、史上9球団目となる通算10000試合を達成[161]。
  - オリックス・バファローズは、育成選手の佐藤一磨を支配下登録することを発表。背番号は001→93[162]。
- 9日
  - 埼玉西武ライオンズは、育成選手の奥村光一を支配下選手登録したことを発表、背番号は132→75[163]。
  - 横浜DeNAベイスターズ対福岡ソフトバンクホークス3回戦（横浜スタジアム）で、ソフトバンク近藤健介がNPB通算4000打数到達、到達時点で生涯打率.3082で史上11位となる[164]。またDeNA筒香嘉智が、NPB通算1000安打を達成。史上318人目[165]。同じく牧秀悟が、初回満塁本塁打。4番打者の初回満塁本塁打は、史上33人目（36度目）で、球団史上2度目[166]。
  - オリックス・バファローズの佐藤一磨が、対読売ジャイアンツ3回戦（東京ドーム）で先発として初登板し勝利。育成ドラフト出身選手の初登板初勝利は松井颯（巨人）以来史上5人目、球団では初[167]。
  - 東京ヤクルトスワローズは、この日の対北海道日本ハムファイターズ3回戦（明治神宮野球場）で、通算10000試合を達成、史上10球団目[168]。またこの試合で、北海道日本ハムファイターズの加藤貴之が通算1000投球回達成、史上370人目[169]。
- 11日
  - 読売ジャイアンツの岸田行倫が、2回裏に球団通算11000号本塁打、NPB史上初[170]。
  - 埼玉西武ライオンズの栗山巧が、対広島東洋カープ1回戦（ベルーナドーム）で2安打、交流戦の通算安打数が335安打となり、通算333安打の鳥谷敬を超え単独の交流戦通算最多安打記録保持者となる[171]。
- 12日
  - 埼玉西武ライオンズの隅田知一郎が対広島東洋カープ2回戦（ベルーナドーム）で99球完封勝利。北海道日本ハムファイターズの伊藤大海が対中日ドラゴンズ2回戦（エスコンフィールドHOKKAIDO）で98球完封勝利。NPB1軍公式戦で1日に2投手が100球未満完封勝利を達成するのは1966年7月3日以来58年ぶり[172][注 12]。
- 13日
  - 広島東洋カープが、この日の対埼玉西武ライオンズ3回戦（ベルーナドーム）で、通算10000試合を達成、史上11球団目[173]。
- 14日
  - 福岡ソフトバンクホークスが、対阪神タイガース1回戦（みずほPayPayドーム）に勝利し、交流戦史上最多となる通算250勝を達成[174]。
  - 中日ドラゴンズの涌井秀章が、通算500試合登板達成、史上109人目[175]。また、清水達也が7回にNPBワーストタイ記録となる1イニング3暴投、史上17人目[176]。
- 15日
  - 福岡ソフトバンクホークスの近藤健介が、対阪神タイガース2回戦（みずほPayPayドーム福岡）1回裏にジェレミー・ビーズリーから本塁打を記録し、全球団本塁打を達成。史上45人目[177]。
- 16日
  - 東北楽天ゴールデンイーグルスが、対広島東洋カープ3回戦（楽天モバイルパーク宮城）で勝利し、13勝5敗でセ・パ交流戦初優勝、今江敏晃監督は史上最年少の優勝監督となる[178]。また、3回裏に楽天の鈴木大地がアドゥワ誠から本塁打を放ち、全球団本塁打を達成、史上46人目[179]。
- 18日
  - 雨天中止の振替となったこの日の阪神タイガース対北海道日本ハムファイターズ第3回戦（阪神甲子園球場）をもって2024日本生命セ・パ交流戦全日程を終了。
    - 阪神の梅野隆太郎がNPB通算1000試合出場を達成、史上530人目[180]。
    - 日本ハムの水谷瞬が64打数28安打打率.438で、2015年の秋山翔吾の.432を超え交流戦史上最高打率を記録[181]。
    - 北海道日本ハムファイターズの先発バッテリーが、ともに一軍初出場の細野晴希と進藤勇也。一軍初出場同士の先発バッテリーは、1987年10月18日の阪急ブレーブスの高木晃次と中嶋聡以来37年ぶり[注 13][182]。
- 19日
  - 日本野球機構は、2024日本生命セ・パ交流戦の表彰球団・選手を発表[183]。
    - 優勝球団：東北楽天ゴールデンイーグルス（賞金3000万円）
    - 最優秀選手賞：水谷瞬（北海道日本ハムファイターズ。交流戦歴代最高となる64打数28安打打率.438[184]。賞金200万円）
    - 優秀選手賞（賞金各100万円）
      - セントラル・リーグ： 才木浩人（阪神タイガース。3勝）
      - パシフィック・リーグ：近藤健介（福岡ソフトバンクホークス。14打点）
- 21日
  - 阪神タイガースの西勇輝が通算2000投球回を記録。史上94人目、球団史上11人目[185]。また、同じ試合で横浜DeNAベイスターズの筒香嘉智がNPB通算1000試合出場を記録。史上531人目[186]。
  - 埼玉西武ライオンズが対オリックス・バファローズ10回戦（京セラドーム大阪）に0-2で敗れ、球団ワーストタイの3試合連続完封負け、及び球団ワースト記録を更新する32イニング連続無得点を記録[187]。
  - 北海道日本ハムファイターズ対東北楽天ゴールデンイーグルス8回戦（エスコンフィールドHOKKAIDO）で、日本ハムのフランミル・レイエス、楽天のマイケル・フランコの2選手が満塁本塁打を記録。両チームに満塁本塁打が記録されるのは、2023年7月4日の東北楽天ゴールデンイーグルス対オリックス・バファローズ戦[注 14]以来17度目で、両チーム共に外国人選手が記録するのは史上初[188]。
  - 東京ヤクルトスワローズは、ホセ・オスナとドミンゴ・サンタナの両選手と、来年度からの3年契約を締結したことを発表[189]。
- 23日
  - オリックス・バファローズの古田島成龍が、対埼玉西武ライオンズ12回戦（京セラドーム大阪）の7回に登板して無失点に抑え、NPBタイ記録となるデビューから22試合連続無失点[190]。
  - 同日のパ・リーグ全試合終了時点で、首位福岡ソフトバンクホークスと2位北海道日本ハムファイターズのゲーム差が10.0ゲームに拡大。6月中にパ・リーグで首位チームが2位以下を10ゲーム差以上引き離したのは、1983年の西武ライオンズ以来41年ぶり、球団としては前身の南海時代の1965年以来59年ぶり[191]。
- 24日
  - 読売ジャイアンツの松原聖弥と埼玉西武ライオンズの若林楽人の交換トレード成立を両球団が発表。若林の背番号は59[192][193]。
  - 日本野球機構は、千葉ロッテマリーンズ石川歩の育成選手から支配下登録選手への移行を公示。背番号は122→12[194]。
- 25日
  - 埼玉西武ライオンズは、育成選手の牧野翔矢を支配下選手登録したことを発表、背番号は117→53[195]。また、松原聖弥の背番号が35に決まったことも発表された[196]。
  - 千葉ロッテマリーンズの中村奨吾が通算1000安打、史上319人目[197]。
  - 読売ジャイアンツの長野久義が通算1500安打、史上138人目[198]。
  - 広島東洋カープの森下暢仁が対東京ヤクルトスワローズ7回戦（マツダスタジアム）で91球で完封勝利を挙げると共に、今季2回目の猛打賞を記録。100球未満での完封勝利と猛打賞を同時に記録するのは、西鉄ライオンズの稲尾和久が1968年9月1日の対近鉄バファロー戦で記録して以来56年振り[199][注 15]。
  - 福岡ソフトバンクホークスの今宮健太が、対オリックス・バファローズ8回戦（京セラドーム大阪）6回表無死1塁で犠打した際、投手の曽谷龍平の1塁への悪送球と、カバーに入った右翼森友哉の後逸(失策は記録されていない)が重なり、そのまま本塁生還する珍事[注 16]。犠打した打者がそのまま本塁生還するのは、NPB一軍公式戦では1982年9月15日の読売ジャイアンツ篠塚利夫（対中日ドラゴンズ、投手：郭源治、後楽園球場）以来42年ぶり[200]。
- 26日
  - 千葉ロッテマリーンズの益田直也が対東北楽天ゴールデンイーグルス11回戦（ZOZOマリンスタジアム）に登板し、小林雅英を抜き球団史上最多となる通算228セーブを記録[201]。
- 27日
  - 東京ヤクルトスワローズは、畠山和洋二軍打撃コーチが一身上の都合により、6月30日をもって退団することを発表[202]。
  - 阪神タイガースの岡田彰布一軍監督が、監督通算700勝達成。史上20人目[203]。
  - オリックス・バファローズ対福岡ソフトバンクホークス10回戦（京セラドーム大阪）で、ソフトバンクの東浜巨が1回裏に1000投球回達成、史上371人目[204]。また、オリックスの古田島成龍が2番手で登板し、柳町達に適時二塁打を喫しプロ入り初失点、デビューからの連続無失点がNPBタイ記録の22試合で止まった[205]。
- 28日
  - 広島東洋カープは、マット・レイノルズに契約解除の通知を行い、ウェーバー公示の手続きを行ったことを発表[206]。
  - 北海道日本ハムファイターズ対福岡ソフトバンクホークス8回戦（エスコンフィールドHOKKAIDO）でソフトバンクが勝利し、2リーグ制後、前身の南海→ダイエー時代から対日本ハムおよび前身の東急→東映→日拓ホーム時代を通じ通算1000勝目を挙げる[注 17]パ・リーグ球団のカード別で1000勝到達は初、NPB史上8度目[注 18][207]。
- 29日
  - 千葉ロッテマリーンズの岡大海が7試合連続2塁打のNPBタイ記録を達成、史上3人目[208]。
  - 横浜DeNAベイスターズの東克樹が対中日ドラゴンズ10回戦（バンテリンドームナゴヤ）で勝利投手となり、開幕から7連勝。開幕7連勝以上は球団では大洋ホエールズ時代の1972年に坂井勝二が記録して以来52年振り3人目で、左投手では1975年の間柴茂有の6連勝を抜き球団史上最長[209]。
- 30日
  - NPBは、北海道日本ハムファイターズの稲葉篤紀二軍監督が体調不良のため、清水雅治ファーム総合コーチが監督代行を務めることを発表[210]。
  - 千葉ロッテマリーンズの岡大海がNPB新記録となる8試合連続2塁打を記録[211]。

### 7月
- 1日
  - 読売ジャイアンツは、台湾人の黄錦豪（ファン・ジンハオ）と育成選手契約を結んだことを発表、背番号は041[212]。
- 2日
  - 千葉ロッテマリーンズは、2022年まで在籍したレオネス・マーティンの弟で、独立リーグBCリーグ・茨城アストロプラネッツに所属していたアンディ・マーティンと育成選手契約を結んだことを発表、背番号は138[213][214]。
  - 広島東洋カープの森下暢仁が、対阪神タイガース11回戦（マツダスタジアム）5回表に三者連続三球三振を記録。6月1日の森浦大輔に続きNPB史上20人目（22度目）で、同年に達成者が2人出たのは2014年の岩田慎司と武藤祐太（共に中日ドラゴンズ）以来10年ぶり2回目[215]。
- 3日
  - 東京ヤクルトスワローズは、元オリックス・バファローズで独立リーグ九州アジアリーグ・火の国サラマンダーズの中川拓真と支配下選手契約したことを発表[216][217]。背番号は90[218]。
- 5日
  - 福岡ソフトバンクホークスの野村大樹と、埼玉西武ライオンズ育成の齊藤大将の交換トレード成立を両球団が発表。シーズン中の支配下選手と育成選手のトレードは史上初[219]。
  - 横浜DeNAベイスターズは、元シンシナティ・レッズのマイク・フォードの獲得を発表、背番号は99[220]。
- 6日
  - 埼玉西武ライオンズは、野村大樹の背番号が67に決まったと発表[221]。
  - 福岡ソフトバンクホークスは、齊藤大将の背番号が177に決まったと発表[222]。
  - 阪神タイガースの岡田彰布一軍監督が、阪神球団監督として藤本定義（1960年 - 1968年）を超え歴代最多となる通算515勝到達[223]。
  - 埼玉西武ライオンズが対千葉ロッテマリーンズ10回戦（ベルーナドーム）に敗れ今季50敗目。75試合目での50敗は、西鉄ライオンズ時代の1971年、1972年の78試合目を上回り球団ワースト記録。また、ロッテ戦は開幕から10戦10敗となり、同一カードの開幕10戦10敗は1951年の対南海戦、1970年の対近鉄戦に次いで史上3度目の球団ワーストタイ記録[224]。
- 7日
  - 埼玉西武ライオンズが対千葉ロッテマリーンズ11回戦（ベルーナドーム）に敗れ、球団ワースト記録を更新する同一カード11連敗を記録[225]。
  - 読売ジャイアンツの丸佳浩が通算3000塁打を達成。史上63人目[226]。
- 8日
  - 中日ドラゴンズは、育成選手の松木平優太を支配下選手登録すると発表。背番号は206→69[227]。
  - 2024マイナビオールスターゲームの監督推薦の選手が発表され、全セは広島の大瀬良大地など、全パはソフトバンクの有原航平など30人を新たに選出[228]。
- 9日
  - 埼玉西武ライオンズの野村大樹が、対北海道日本ハムファイターズ10回戦（ベルーナドーム）の5回裏に二塁打を放つも、一塁ベースを踏みそこねてアウトとなる珍事[229]。
- 10日
  - 埼玉西武ライオンズの外崎修汰が通算1000試合出場を記録。史上532人目[230]。
  - 横浜DeNAベイスターズの東克樹が対中日ドラゴンズ13回戦（横浜スタジアム）で勝利投手となり、1968年の島田源太郎（10連勝）以来球団史上2人目の開幕8連勝を記録。また、横浜スタジアムでは2023年5月18日から11連勝となり、斎藤雅樹（読売ジャイアンツ）が1984年 - 1990年にかけて記録した最長記録に並んだ[231]。
  - 千葉ロッテマリーンズが対東北楽天ゴールデンイーグルス13回戦（ZOZOマリンスタジアム）で、NPBタイ記録となる初回先頭打者から8者連続得点。また、パ・リーグ最多タイとなる6選手[注 19]が猛打賞を記録。さらに今季の本拠地での観客動員が100万人を突破。38試合目での達成は球団史上最速となった[232]。
- 11日
  - 読売ジャイアンツは、元コロラド・ロッキーズ傘下3Aのココ・モンテスの獲得を発表、背番号は39[233]。
- 12日
  - 読売ジャイアンツの若林楽人が、対横浜DeNAベイスターズ11回戦（東京ドーム）でサヨナラ打を記録。移籍前の5月1日の埼玉西武ライオンズ対北海道日本ハムファイターズ5回戦（ベルーナドーム）でもサヨナラ本塁打を打っており、同一シーズンにセ・パ両リーグでサヨナラ打を記録したのはNPB史上初[234]。
  - 中日ドラゴンズのライデル・マルティネスが通算150セーブを記録。NPB史上19人目で、通算283試合目での達成は史上4位のスピード記録。また、球団では岩瀬仁紀に次いで史上2人目で、外国人ではデニス・サファテ、マーク・クルーンに次いで史上3人目[235]。
- 13日
  - 東北楽天ゴールデンイーグルスの岸孝之が、2500投球回到達、史上48人目。またこの日の対埼玉西武ライオンズ14回戦（楽天モバイルパーク宮城）で完封勝利し、自身の持つ球団最年長完封勝利の記録を39歳7ヶ月に更新[236]。
- 14日
  - 埼玉西武ライオンズの源田壮亮が通算1000安打を記録。史上320人目[237]。
- 17日
  - 福岡ソフトバンクホークスのダーウィンゾン・ヘルナンデスが、シーズン初登板から26イニング連続奪三振を記録、2022年に佐々木朗希（ロッテ）が達成した25イニングを超えNPB新記録[238]。
- 20日
  - 阪神タイガースは、育成契約選手の髙橋遥人、佐藤蓮、川原陸の3選手を支配下選手登録することを発表、背番号はそれぞれ129→29、130→98、127→92[239]。
- 24日
  - 北海道日本ハムファイターズは、育成契約選手の鍵谷陽平、宮内春輝、梅林優貴の3選手を支配下選手登録することを発表、背番号はそれぞれ130→60、162→62、165→98[240]。
  - 読売ジャイアンツは、育成契約選手の伊藤優輔を支配下選手登録することを発表、背番号は056→52[241]。
  - 千葉ロッテマリーンズは、ジェームス・ダイクストラとジュニオール・フェルナンデスの2選手のウェーバー公示手続きを行ったことを発表[242]。
  - 福岡ソフトバンクホークスは、育成契約選手の石塚綜一郎、三浦瑞樹、中村亮太、前田純の4選手を支配下選手登録することを発表、背番号はそれぞれ121→55、140→42、137→20、167→51[243]。
  - マイナビオールスターゲーム2024第2戦（神宮球場）で、10対16で全パが勝利。両チーム2桁得点は史上初、全パの28安打16得点は共にオールスター記録[244]。
    - 広島東洋カープの坂倉将吾が満塁本塁打。オールスターでは1967年第3戦の大杉勝男（東映）以来57年ぶり史上3人目、全セ初。また逆転満塁本塁打も史上初[245]。
    - 千葉ロッテマリーンズの佐藤都志也[246]と福岡ソフトバンクホークスの近藤健介[247]が、共に球宴タイ記録となる1試合5安打。佐藤はロッテの選手としては1989年第1戦の村田兆治以来35年ぶりのMVPを獲得[248]。
- 25日
  - 埼玉西武ライオンズは、育成選手のアンソニー・ガルシアと支配下選手契約を締結したと発表、背番号は124→78[249]。
- 26日
  - 広島東洋カープの栗林良吏が、対東京ヤクルトスワローズ12回戦（明治神宮野球場）の9回裏、打者3人全員初球でアウトにし、NPB史上初となる1イニング打者3人3球セーブ[250]。
- 27日
  - 横浜DeNAベイスターズの大和が、通算200犠打、史上45人目[251]。
- 28日
  - 北海道日本ハムファイターズの伊藤大海が対埼玉西武ライオンズ14回戦（エスコンフィールドHOKKAIDO）で94球で完封勝利を記録。伊藤は6月12日の中日ドラゴンズ戦でも100球以下での完封を記録しており、1シーズンに2度100球以下での完封を記録するのは、2003年に平井正史（中日ドラゴンズ）が記録して以来21年振りで、球団では1966年の嵯峨健四郎以来58年振り[252]。
  - 東北楽天ゴールデンイーグルスの浅村栄斗が、通算1000得点を達成、史上48人目[253]。
- 30日
  - オリックス・バファローズは、育成選手の川瀬堅斗を支配下選手登録したことを発表。背番号は011→94[254]。
  - 福岡ソフトバンクホークスは、アメリカAAAインターナショナルリーグ・スクラントン所属のジーター・ダウンズの入団を発表。背番号は4[255]。
  - 千葉ロッテマリーンズは、前MLBミルウォーキー・ブルワーズのダラス・カイケルの入団を発表[256]。
  - 広島東洋カープは、育成選手の岡田明丈と支配下選手契約を締結したことを発表。背番号は123→93[257]。
  - 埼玉西武ライオンズが対千葉ロッテマリーンズ12回戦（ZOZOマリンスタジアム）にサヨナラ負けし、対ロッテ戦開幕から12連敗、1956年の東映フライヤーズ（対西鉄ライオンズ）と並び、開幕からの対同一チーム連敗パ・リーグワースト記録となる[258]。
  - この日開催されたパ・リーグ3試合の結果により、福岡ソフトバンクホークスに優勝マジック42が点灯。7月に優勝マジックが点灯するのは、パ・リーグでは1995年のオリックス・ブルーウェーブの7月22日以来29シーズンぶり、セ・リーグを含めると2022年の東京ヤクルトスワローズの7月2日以来2シーズンぶり[259]。
- 31日
  - 千葉ロッテマリーンズは、育成契約選手の菅野剛士、河村説人の2選手を支配下選手登録したことを発表。背番号はそれぞれ131→64、123→58[260]。また、ダラス・カイケルの背番号は41と発表された[261]。
  - 埼玉西武ライオンズが対千葉ロッテマリーンズ13回戦（ZOZOマリンスタジアム）に敗れ対ロッテ戦開幕13連敗、パ・リーグ新記録と同時に1965年のサンケイスワローズ（対中日ドラゴンズ）と並ぶNPBワースト記録となる[262][注 20]。

### 8月
- 1日
  - 福岡ソフトバンクホークスの牧原大成がこの日2安打を放ち通算575安打とし、岡田幸文の573安打を越え、育成選手出身として史上最多安打を記録[263]。
  - 千葉ロッテマリーンズ対埼玉西武ライオンズ14回戦（ZOZOマリンスタジアム）で、ロッテが4-1で勝利し、開幕からの同一カード14連勝でNPB新記録[264]。同時に、西武はNPB単独ワースト記録となる開幕から同一カード14連敗[265]。
- 2日
  - 福岡ソフトバンクホークスは、ロベルト・オスナが腰部の検査および治療のため渡米したことを発表[266]。
  - オリックス・バファローズが対千葉ロッテマリーンズ14回戦（京セラドーム大阪）に敗れ、2012年に12連敗を喫して以来球団として12年ぶりの10連敗を喫する[267]。
  - 阪神タイガースの大山悠輔が、対横浜DeNAベイスターズ14回戦（横浜スタジアム）4回の一塁走者時、センター後方への打球で進塁を狙うも、二塁を回ったところでセンターに捕球されたため一塁に帰塁。しかし、帰塁時に二塁ベースを踏んでいなかったためアウトとなる珍事[268]。
- 4日
  - 福岡ソフトバンクホークスの今宮健太が遊撃手として1532試合目の出場を果たし、松井稼頭央を超え遊撃手としてのパ・リーグ最多出場記録達成[269]。
  - 北海道日本ハムファイターズの宮西尚生がNPB史上初となる400ホールドを達成[270]。
  - 東北楽天ゴールデンイーグルスの阿部寿樹が対埼玉西武ライオンズ18回戦（ベルーナドーム）で本塁打を放ち、史上47人目となる全球団本塁打を記録[271]。
  - 東京ヤクルトスワローズの石川雅規が対読売ジャイアンツ17回戦（東京ドーム）で今季初安打を記録。これでプロ入り1年目の2002年から23年連続安打とし、桧山進次郎（1992年 - 2013年）の22年を抜き大卒選手の新記録となる[272]。
- 6日
  - 読売ジャイアンツが対広島東洋カープ14回戦（東京ドーム）に0-5で敗れ、球団ワーストとなる今季16度目の完封負け。この内東京ドームでは10度目の完封負けとなり、同一球場での完封負けとしては1963年に後楽園球場で記録した球団ワースト記録に並ぶ[273]。
- 8日
  - 東京ヤクルトスワローズの山田哲人が通算1500試合出場。史上208人目[274]。
- 11日
  - 北海道日本ハムファイターズの清宮幸太郎が対埼玉西武ライオンズ16回戦（エスコンフィールドHOKKAIDO）の5回裏に8号2点本塁打を放ち、これが史上8球団目の球団通算8500本塁打となる[275][276]。
- 13日
  - 埼玉西武ライオンズが対福岡ソフトバンクホークス18回戦（ベルーナドーム）に敗れ、今季4度目の8連敗。8連敗以上を4回記録するのは1950年の広島カープ、1955年の大洋ホエールズ、1970年のヤクルトアトムズに次いで4球団目で、パ・リーグでは史上初[277]。
- 14日
  - 広島東洋カープの菊池涼介が通算300二塁打を達成。史上78人目[278]。
- 18日
  - 読売ジャイアンツの平内龍太が対横浜DeNAベイスターズ18回戦（横浜スタジアム）の延長11回に登板し、初球をタイラー・オースティンに本塁打を浴び敗戦投手となる。1球での敗戦投手は2014年4月4日に菊地和正（DeNA）が記録して以来NPB史上27人目（28度目）、セリーグ史上13人目（13度目）で、球団では2007年8月11日に野口茂樹が記録して以来4人目。また、サヨナラ本塁打を浴び1球敗戦投手となるのは1948年5月29日の川崎徳次以来球団史上2人目[279]。
- 21日
  - 阪神タイガースの西勇輝が対東京ヤクルトスワローズ18回戦（京セラドーム大阪）で勝利し、両リーグ50勝（パ74勝・セ50勝）達成。工藤公康が2005年に達成して以来19年ぶり、NPB史上7人目[280]。
  - 広島東洋カープの堂林翔太が通算1000試合出場、史上533人目[281]。
- 27日
  - 福岡ソフトバンクホークスのリバン・モイネロが10勝目を挙げ、球団の外国人左腕投手初の2桁勝利を挙げると共に、2016年の増井浩俊（日本ハム）以来史上2人目で、外国人投手では史上初の通算100ホールドと2桁勝利の両方を記録[282]。
  - 埼玉西武ライオンズが対千葉ロッテマリーンズ15回戦（ZOZOマリンスタジアム）に敗れ、開幕からの同一カード連敗ワースト記録を15に更新。先発の髙橋光成は敗戦投手となり開幕から10連敗、パ・リーグでは1960年の大津守（近鉄）以来64年ぶり史上3人目[283]。
- 28日
  - 埼玉西武ライオンズが対千葉ロッテマリーンズ16回戦（ZOZOマリンスタジアム）でサヨナラ負けし、開幕からの同一カード連敗ワースト記録と、1995年の対オリックスで記録した開幕からに限らない同一カード連敗の球団ワースト記録を共に16に更新。この敗戦で今シーズン78敗目となり、本拠地を所沢に移転して以降では最多を記録[284]。
- 29日
  - 広島東洋カープの菊池涼介が、通算350犠打達成。史上5人目[285]。
  - 千葉ロッテマリーンズ対埼玉西武ライオンズ17回戦（ZOZOマリンスタジアム）で西武が0-8で勝利し、ロッテと西武の開幕からの同一カード連勝・連敗記録が16でストップ[286][287]。
- 30日
  - 埼玉西武ライオンズが、対北海道日本ハムファイターズ18回戦（ベルーナドーム）で敗れ、併せて他球場の結果によりクライマックスシリーズ進出が完全消滅、2年連続の4位以下が確定[288]。
- 31日
  - 福岡ソフトバンクホークスの甲斐拓也が対千葉ロッテマリーンズ23回戦（ZOZOマリンスタジアム）で、通算1000試合出場を達成。NPB史上534人目で同球団の捕手としては2004年の城島健司以来20年ぶり、育成出身選手としてはNPB史上初[289]。また、ロッテの国吉佑樹が同試合の8回に登板し無失点に抑え、球団タイ記録となる21試合連続無失点を記録した[290]。
  - 埼玉西武ライオンズの栗山巧が対北海道日本ハムファイターズ19回戦（ベルーナドーム）8回裏に代打出場し逆転2点本塁打を放ち、20年連続本塁打を記録。球団では21年連続の中村剛也に次ぎ、伊東勤に並ぶ球団2位タイ、左打者では初の大台到達となった。また、40歳代の代打本塁打はパ・リーグでは2016年5月29日に井口資仁（千葉ロッテマリーンズ）が記録して以来8年ぶり25度目。球団では野村克也が44歳の1980年4月26日、同年6月15日に記録して以来3度目で、逆転勝利弾は前記4月26日の野村以来44年ぶり2人目[291]。

### 9月
- 1日
  - 埼玉西武ライオンズの金子侑司が今シーズン限りでの現役引退を表明[292]。
- 2日
  - 埼玉西武ライオンズの岡田雅利が今シーズン限りでの現役引退を表明[293]。
- 3日
  - 埼玉西武ライオンズの髙橋光成が対オリックス・バファローズ22回戦（ほっともっとフィールド神戸）で敗戦投手となり、1960年の大津守（近鉄バファロー）以来64年ぶりNPB史上4人目、パ・リーグワーストタイ記録となる開幕から11連敗。開幕からではないシーズン中の連敗記録を含めても、2017年の石川雅規（東京ヤクルトスワローズ）以来NPB史上7年ぶり14人目（16度目）で、球団では2022年の隅田知一郎の10連敗を超えるワースト記録[294]。また西武はチームとして球団史上西鉄時代の1972年以来52年ぶり4度目となるシーズン80敗目を喫した[295]。
- 4日
  - 北海道日本ハムファイターズのフランミル・レイエスが対福岡ソフトバンクホークス21回戦（みずほPayPayドーム福岡）の1回表に18号本塁打を放ち、1951年の大下弘、2007年の森本稀哲の記録を更新し、球団新記録となる25試合連続安打を記録[296]。
- 5日
  - 北海道日本ハムファイターズの鍵谷陽平が今シーズン限りでの現役引退を表明[297]。
  - 千葉ロッテマリーンズの国吉佑樹が対東北楽天ゴールデンイーグルス17回戦（ZOZOマリンスタジアム）の7回に登板し、打者3人を押さえ、2017年の松永昂大と2022年の西村天裕の記録を更新し、球団新記録となる22試合連続無失点を達成[298]。
  - 中日ドラゴンズが阪神甲子園球場での今季最終戦となる対阪神タイガース24回戦に敗れ、今季の同球場での戦績が10敗1分けとなる。同一リーグの相手本拠地で年間未勝利となるのは、1995年に横浜スタジアムで記録して以来球団29年ぶり。また、甲子園球場での10連敗は1リーグ時代の1939年以来85年ぶり[299]。
- 7日
  - 福岡ソフトバンクホークスは、8月2日に治療のため渡米したことを発表していたロベルト・オスナが6日に再来日したことを発表[300]。
  - 埼玉西武ライオンズの外崎修汰が通算100本塁打を記録。史上308人目[301]。
- 8日
  - オリックス・バファローズのT-岡田が今シーズン限りでの現役引退を表明。[302][303]
  - 中日ドラゴンズの細川成也が対広島東洋カープ22回戦（マツダスタジアム）の1回表に本塁打を放ち、2009年-10年にかけて和田一浩、森野将彦、トニ・ブランコが記録して以来球団14年ぶりとなる2年連続20本塁打を記録[304]。
- 10日
  - 北海道日本ハムファイターズは、アンドリュー・スティーブンソンの退団が決定したことを発表[305]。
  - 埼玉西武ライオンズの平良海馬が通算100ホールド達成[306]。
  - この日のパシフィック・リーグ各試合の結果により、オリックス・バファローズのリーグ優勝の可能性が完全消滅、阪急ブレーブス時代の1975年から1978年以来となるリーグ4連覇を逃す[307]。また埼玉西武ライオンズの2021年以来3シーズンぶりの最下位が確定[308]。
- 11日
  - オリックス・バファローズの安達了一が今シーズン限りでの現役引退を表明[309]。
  - 埼玉西武ライオンズが、対北海道日本ハムファイターズ22回戦（エスコンフィールド北海道）で敗れ、1971年の球団ワーストタイ記録と並ぶ今季84敗目[310]。
  - 横浜DeNAベイスターズの牧秀悟が、対阪神タイガース20回戦（阪神甲子園球場）の1回に今季20号本塁打を放ち、NPB史上5人目で球団初となるデビューから4年連続20本塁打を達成[311]。
- 12日
  - 埼玉西武ライオンズが、対東北楽天ゴールデンイーグルス24回戦（ベルーナドーム）で敗れ今季85敗目、シーズン最多敗戦数の球団ワースト記録を更新[312]。
- 13日
  - 阪神タイガースが、秋山拓巳の今シーズン限りでの現役引退を発表[313]。
  - 東京ヤクルトスワローズの青木宣親が、今シーズン限りでの現役引退を表明[314]。
  - オリックス・バファローズ対福岡ソフトバンクホークス18回戦（京セラドーム大阪）8回表に、オリックス6番手投手の弟・川瀬堅斗と、代打出場した兄・川瀬晃が1軍公式戦で初対戦。NPBの投手野手の兄弟対決は、2013年6月3日の交流戦千葉ロッテマリーンズ対東京ヤクルトスワローズ4回戦（QVCマリンフィールド）8回裏のヤクルト3番手投手の兄・江村将也とロッテの弟・江村直也の対戦以来11年ぶり[315]。
- 14日
  - この日福岡ソフトバンクホークスが勝利したことにより、東北楽天ゴールデンイーグルスのリーグ優勝の可能性が完全消滅[316]。
- 15日
  - オリックス・バファローズの比嘉幹貴が今シーズン限りでの現役引退を表明[317]。
  - 福岡ソフトバンクホークスの中村晃が通算1500試合出場を記録。史上209人目[318]。
  - この日のパ・リーグ2試合の結果により、千葉ロッテマリーンズのリーグ優勝の可能性が完全消滅[319]。
- 16日
  - オリックス・バファローズの小田裕也が今シーズン限りでの現役引退を表明[320]。
  - 中日ドラゴンズは、田島慎二の今シーズン限りでの現役引退を発表[321]。
  - 東北楽天ゴールデンイーグルスの岸孝之が対北海道日本ハムファイターズ20回戦（楽天モバイルパーク宮城）で勝利投手となり、楽天移籍後通算60勝目を達成。NPB2球団でそれぞれ60勝以上を達成したのは、小山正明、小林繁に続き史上3人目、2球団ともパ・リーグは史上初[322]。
- 17日
  - 埼玉西武ライオンズの増田達至が今シーズン限りでの現役引退を発表[323]。
  - 千葉ロッテマリーンズの国吉佑樹がこの日の対東北楽天ゴールデンイーグルス21回戦（楽天モバイルパーク宮城）5番手として登板し2失点、連続無失点記録が24試合で途切れる[324]。
- 18日
  - 埼玉西武ライオンズの源田壮亮が通算1000試合出場を記録。史上535人目[325]。
  - 福岡ソフトバンクホークスの又吉克樹が通算500試合登板を記録。史上110人目[326]。
  - 読売ジャイアンツがこの日の横浜DeNAベイスターズ21回戦（東京ドーム）に引き分け、リーグ優勝マジック9が点灯[327]。
  - 中日ドラゴンズの立浪和義監督が今シーズン限りでの退任を表明[328]。また、加藤翔平の今シーズン限りでの現役引退を発表[329]。
- 19日
  - 中日ドラゴンズは、砂田毅樹の今シーズン限りでの現役引退を発表[330]。
  - 公正取引委員会は、日本プロ野球機構の内部組織日本プロフェッショナル野球組織が、2000年に代理人交渉制度を導入した際、選手と球団の契約交渉などに当たる代理人について、日本弁護士連合会所属の弁護士に限定すると資格を制限し、かつ1人の弁護士が代理人を務められるのは1選手に限り、複数の選手と代理人契約を結ぶことを認めないとの条件を設定したことについて、独占禁止法第8条第4号（事業者団体による構成事業者の機能又は活動の不当な制限の禁止）に該当し、同条の規定に違反するおそれがある行為を行っていた違反にあたると認定、同日付で文書により警告。既に同月2日、資格制限などを撤廃し、各球団に対応を委ねることを決定し、問題となった行為はすでに是正されたことから法的措置は見送った[331][332]。
- 20日
  - 広島東洋カープは、ジェイク・シャイナーとの契約解除とウェイバー公示手続きを発表[333]。
  - オリックス・バファローズが対福岡ソフトバンクホークス22回戦（みずほPayPayドーム福岡）に0-4で敗れ、2リーグ制後の球団ワーストとなる今季23度目の完封負けを喫する[334]。
  - 中日ドラゴンズ対東京ヤクルトスワローズ24回戦（明治神宮野球場）1回表に、中日ドラゴンズの村松開人、福永裕基、細川成也の3選手が本塁打を記録。1イニング3本塁打は2013年8月28日の対ヤクルト戦以来球団11年ぶり、初回に限れば2001年8月26日の対巨人戦以来23年ぶり[335]。中日は7-6で勝利したが、他球場の結果により4年連続の4位以下が確定[336]。
- 21日
  - 横浜DeNAベイスターズ対阪神タイガース22回戦（横浜スタジアム）で、DeNAの宮﨑敏郎が通算150本塁打を達成、史上181人目[337]。また、阪神の岩崎優が通算500試合登板を記録、史上111人目[338]。
  - 福岡ソフトバンクホークスの山川穂高が通算250本塁打を達成、史上70人目。919試合目での到達は、落合博満、秋山幸二、田淵幸一に次ぐ日本人選手歴代4位[339]。
  - 東京ヤクルトスワローズが、対中日ドラゴンズ25回戦（明治神宮野球場）で敗れ、2年連続の4位以下が確定[340]。
- 22日
  - オリックス・バファローズが、対北海道日本ハムファイターズ25回戦（京セラドーム大阪）で敗れ、4年ぶりの4位以下が確定[341]。
  - 広島東洋カープの矢野雅哉が、対中日ドラゴンズ23回戦（バンテリンドームナゴヤ）6回表に、中日の相手投手涌井秀章に対し、1打席で22球を投じさせるNPB新記録[注 21][342]。この打席で矢野は最終的に四球を選び出塁。
- 23日
  - 読売ジャイアンツは、この日の阪神タイガース25回戦（甲子園）に1-0で勝利。これにより巨人は、3年ぶりのAクラスならびにクライマックスシリーズ進出が確定[343]。
  - この日のセ・リーグデーゲーム2試合の結果により、広島東洋カープのリーグ優勝の可能性が完全消滅。広島は2021年6月以来となる月間16敗[344]。また広島はこの日0-1で敗れたため、球団として1957年以来67年ぶりとなるシーズン24試合目の無得点試合を記録[345]。
  - 福岡ソフトバンクホークスが4年ぶり20度目のパ・リーグ優勝（1リーグ時代を含めると22度目）[346]。
- 24日
  - 東北楽天ゴールデンイーグルス誕生20周年。
  - 東京ヤクルトスワローズは、高津臣吾一軍監督の来シーズン続投を発表[347]。また、元オリックス・バファローズでくふうハヤテベンチャーズ静岡の西濱勇星との契約合意を発表、同球団からのNPB球団移籍は初[348]。
- 25日
  - 東京ヤクルトスワローズは、山崎晃大朗の今シーズン限りでの現役引退を発表[349]。
  - オリックス・バファローズは、マーウィン・ゴンザレスの今シーズン限りでの現役引退を発表[350]。また、この日の東北楽天ゴールデンイーグルスの勝利により、今シーズンの5位が確定。リーグ3連覇したチームが翌年5位以下になるのはNPB史上初[351]。
  - 読売ジャイアンツは、対横浜DeNAベイスターズ23回戦（横浜スタジアム）に0-1で敗れ、球団ワースト記録を更新するシーズン20度目の完封負けを記録[352]。
    - 岡本和真が通算1000試合出場を記録、史上536人目[353]。
    - 米独立リーグ・レイクカントリー・ドックハウンズ（英語版）所属のマレク・フルプと育成選手契約を締結、背番号は037[354]。
    - 二軍外野守備兼走塁コーチの鈴木尚広の同日付での一軍外野守備兼走塁コーチへの異動[355]を発表。

  - 福岡ソフトバンクホークス対埼玉西武ライオンズ24回戦（みずほPayPayドーム）でソフトバンクが2-0で勝利。
    - ソフトバンク2番手和田毅がNPB332試合目の登板で初ホールドを記録、球団の最年長ホールド記録も併せて更新[356]。
    - 西武先発隅田知一郎がシーズン10敗目。デビュー年から3シーズン連続の2桁敗戦を喫するのは、NPBでは澤村拓一（読売ジャイアンツ）が2011年から2013年に記録して以来11年ぶり[注 22][357]。
- 26日
  - 北海道日本ハムファイターズは、対東北楽天ゴールデンイーグルス23回戦（エスコンフィールド北海道）に2-1で勝利し、6年ぶりのクライマックスシリーズ進出が確定[358]。
    - 5回裏に田宮裕涼がシーズン10個目の盗塁成功。捕手がシーズン2桁盗塁を達成したのは、2019年阪神タイガース梅野隆太郎以来5年ぶり[注 23][359]。

  - 広島東洋カープが対東京ヤクルトスワローズ戦22回戦（マツダスタジアム）に4-6で敗れ、1993年9月以来31年ぶりの月間18敗目を喫し、今シーズンの3位以下が確定[360]。これにより、阪神タイガースの6年連続3位以上ならびに4年連続のクライマックスシリーズ進出も確定[361]。
  - 横浜DeNAベイスターズが対読売ジャイアンツ24回戦（横浜スタジアム）に4-12で敗れ、リーグ優勝の可能性が消滅[362]。
- 27日
  - ウエスタン・リーグで福岡ソフトバンクホークスが2年連続15回目の優勝[363]。
  - 広島東洋カープの野村祐輔が今シーズン限りでの現役引退を発表[364]。
  - 読売ジャイアンツの岡本和真が通算1000安打を記録。史上321人目[365]。
- 28日
  - 東京ヤクルトスワローズは、くふうハヤテベンチャーズ静岡の西濱勇星との育成選手契約締結を正式発表、背番号は016[366]。
  - イースタン・リーグで、横浜DeNAベイスターズが42年ぶり4度目の優勝[367]。
  - 北海道日本ハムファイターズは、この日のパ・リーグの試合結果により、今シーズンの2位が確定。エスコンフィールド北海道で初のクライマックスシリーズ開催が決定[368]。
  - 読売ジャイアンツが対広島東洋カープ25回戦（マツダスタジアム）に8-1で勝利し、4年振り48回目のリーグ優勝。
    - 阿部慎之助監督は、史上22人目で球団では2002年の原辰徳監督以来となる就任1年目でのリーグ優勝。また、捕手出身監督のリーグ優勝は史上7人目で、セ・リーグではヤクルトスワローズを4度の優勝に導いた野村克也以来史上2人目[369]。
    - パ・リーグでは同じく新人の小久保裕紀監督率いるソフトバンクが優勝。同一年に両リーグで新人監督が優勝するのは、2015年に真中満（ヤクルト）と工藤公康（ソフトバンク）が優勝して以来9年振り史上5度目[370]。
    - 敗れた広島は球団ワーストタイとなる月間19敗目を記録。また、ホームゲームで相手チームの優勝が決定するのは、広島市民球場時代の1976年に巨人に優勝を許して以来48年振りで、マツダスタジアムでは2009年の開場以来初[371]。
- 29日
  - 北海道日本ハムファイターズ対福岡ソフトバンクホークス25回戦（エスコンフィールドHOKKAIDO）で、ソフトバンクのジーター・ダウンズが、NPB初本塁打となる初回先頭打者本塁打。初本塁打が初回先頭打者なのは、2023年7月12日、東京ヤクルトスワローズ並木秀尊以来NPB史上48人目、パ・リーグ史上23人目[372]。またソフトバンク前田純がプロ初登板初先発初勝利。前田は2022年育成ドラフト10位指名のため、2020年度読売ジャイアンツ育成ドラフト7位指名だった戸田懐生を超えるドラフト史上最下位指名選手による勝利となる[373]。
  - 広島東洋カープが、対中日ドラゴンズ25回戦（マツダスタジアム）で3-4で敗れ、2019年5月の東京ヤクルトスワローズ以来セ・リーグ史上7度目（最多タイ）かつ球団ワースト記録更新となる月間20敗目を記録[注 24][374][375]。
    - 秋山翔吾が通算1500試合出場達成、史上210人目[376]。

  - 阪神タイガースが、対横浜DeNAベイスターズ23回戦（阪神甲子園球場）で勝利したことで、今シーズン2位が確定[377]。
  - ウエスタン・リーグ[378]、及びイースタン・リーグ[379]の全日程が終了。
- 30日
  - 第一次戦力外通告期間開始。支配下登録選手は10月11日（一部球団は最長16日）まで[注 25]、育成契約選手は10月31日まで。
  - 読売ジャイアンツは、菊田拡和、育成の山﨑友輔、小沼健太、笠島尚樹、川嵜陽仁、岡本大翔、前田研輝、加藤廉の8選手に対し来季の契約を行わない旨を通達したこと、石田隼都、代木大和の2選手を自由契約としたことを発表。石田、代木とは育成再契約の見込み[380]。
  - 東京ヤクルトスワローズは、嘉弥真新也、尾仲祐哉、三ツ俣大樹、育成の近藤弘樹、嘉手苅浩太、下慎之介、フェリペの7選手に対し来季の契約を行わない旨を通達したことを発表[381]。
  - オリックス・バファローズが、対福岡ソフトバンクホークス24回戦（みずほPayPayドーム）で、1942年の阪急軍時代以来の球団ワーストタイ記録となるシーズン24度目の完封負け[382]。
  - 埼玉西武ライオンズの武内夏暉が、対北海道日本ハムファイターズ24回戦（ベルーナドーム）で勝利し通算10勝目、球団の新人投手として2007年の岸孝之以来となる2桁勝星を挙げる[383]。

### 10月
- 1日
  - 阪神タイガースは、加治屋蓮、岩田将貴、片山雄哉、遠藤成、髙濱祐仁の5選手に対し来季の契約を行わない旨を通達したことを発表[384]。
  - 横浜DeNAベイスターズは、大田泰示、楠本泰史、西浦直亨、三浦銀二、髙田琢登、大和、育成の村川凪、小深田大地、ウィルニー・モロン、アレクサンダー・マルティネスの10選手に対し来季の契約を行わない旨を通達したこと[385]と、嶋村一輝二軍打撃コーチと鶴岡一成二軍バッテリーコーチの今季限りでの退団を発表[386]。
  - 福岡ソフトバンクホークスの前田悠伍が、対オリックス・バファローズ25回戦（みずほPayPayドーム）で先発登板。高卒新人選手の1軍戦先発登板は、球団史上2012年の武田翔太以来12年ぶり3人目[387]。また同試合におけるソフトバンクの6点差逆転勝利は、球団として2013年9月18日の対東北楽天ゴールデンイーグルス戦（日本製紙クリネックススタジアム宮城）以来11年ぶり[388]。
  - 東北楽天ゴールデンイーグルス対千葉ロッテマリーンズ25回戦（楽天モバイルパーク宮城）で、ロッテが5-1で勝利、今シーズンの3位と2年連続のクライマックスシリーズ進出が決定[389]。楽天が3年連続の4位となり、パ・リーグの全順位が確定[390]。
- 2日
  - 埼玉西武ライオンズは、浜屋将太、大曲錬、陽川尚将、ブランドン、高木渉、育成の粟津凱士、伊藤翔、赤上優人、ジョセフの9選手に対し来季の契約を行わない旨を通達したことを発表[391]。
  - 広島東洋カープが、対東京ヤクルトスワローズ23回戦（明治神宮野球場）で敗れ、今シーズン4位が確定。
    - 首位で9月に入った球団が4位以下になるのはNPB史上初[392]。
    - 同時に8月29日の対中日ドラゴンズ19回戦（バンテリンドームナゴヤ）から始まったビジター球場連敗が12に伸び、1958年に開幕からビジター12連敗を喫して以来、66年ぶりの球団ワーストタイ記録[393]。

  - 広島の結果により、横浜DeNAベイスターズの今シーズン3位が確定し、球団史上初の3年連続クライマックスシリーズ進出が決定[394]。
    - DeNAの3シーズン以上連続の3位以上は、大洋ホエールズ時代の1969年から1971年、横浜ベイスターズ時代の1997年から2001年に続き23年ぶり球団史上3度目[395]。
    - 三浦大輔監督は、別当薫（1969年-1971年）、権藤博（1998年-2000年）に次ぐ球団史上3人目の同一監督指揮による3シーズン連続3位以上を達成[注 26] [396]。

  - 読売ジャイアンツ対横浜DeNAベイスターズ25回戦（東京ドーム）で球審を務めた西本欣司審判が試合後に今季限りでの引退を発表[397]。
    - 吉川尚輝が同試合に「3番・二塁」で先発出場し、今季全試合に先発出場を記録。二塁での全試合先発出場は球団では1949年、1951年 - 52年に記録した千葉茂以来72年ぶり[398]。
    - カイル・ケラーが今季20ホールドを記録。今季チームでは5人目[注 27]の20ホールド到達となり、1シーズンに5人が20ホールドを記録するのは史上初[399]。
- 3日
  - オリックス・バファローズは、村西良太、前佑囲斗、河内康介、宜保翔、育成の中田惟斗、上野響平、平野大和、木下元秀の8選手に対し来季の契約を行わない旨を通達したことを発表[400]。
  - 福岡ソフトバンクホークスが対東北楽天ゴールデンイーグルス25回戦（みずほPayPayドーム福岡）に4-2で勝利し、2017年以来7年ぶりとなるシーズン90勝目。
    - 小久保裕紀監督は、2002年伊原春樹（西武ライオンズ）、2015年工藤公康（ソフトバンク）と並ぶ1軍新人監督最多勝利タイ記録[401]。
    - 栗原陵矢が6回裏にシーズン40本目の二塁打を放ち、1948年の笠原和夫と並ぶ球団最多タイ記録[401]。

  - 阪神タイガースの岡田彰布監督が、阪神監督として通算6シーズン（2005 - 2008年、2023 - 2024年）連続となる勝ち越し。2リーグ制以降では松木謙治郎（1950年 - 1954年）を超え最多[402]。
  - 広島東洋カープの島内颯太郞が、対東京ヤクルトスワローズ24回戦（明治神宮野球場）の8回に登板して勝ち投手となり、床田寛樹と並びチームトップタイとなる11勝目。救援投手が勝利数でチームトップになるのは、球団では1989年の津田恒実以来35年ぶり[403]。
- 4日
  - 読売ジャイアンツは、髙橋優貴、鈴木康平の2名に対し来季の契約を行わない旨を通達したことを発表[404]。
  - 福岡ソフトバンクホークスが、シーズン最終戦となる対千葉ロッテマリーンズ25回戦（みずほPayPayドーム）に勝利し、今シーズン91勝で終了。小久保裕紀監督が一軍新人監督最多勝利記録を更新[405]。チームのシーズン91勝以上は、NPBでは94勝した2017年ソフトバンク以来9度目、球団としては前身の南海時代含め5度目[406]。
- 5日
  - 東北楽天ゴールデンイーグルスは、高田孝一、櫻井周斗、吉川雄大、清宮虎多朗、育成の小峯新陸、竹下瑛広、柳澤大空、大河原翔の8選手に対し来季の契約を行わない旨を通達したことを発表[407]。
  - 読売ジャイアンツの菅野智之が、MLB移籍を目指し海外FA権を行使することを表明[408]。
  - 横浜DeNAベイスターズ二軍が、ファーム日本選手権（ひなたサンマリンスタジアム宮崎）で福岡ソフトバンクホークス二軍に勝利し、初出場[注 28]にして球団初となるファーム日本一[409]。最優秀選手にはDeNAの庄司陽斗が選出[410]。
- 6日
  - 阪神タイガースは、岡田彰布監督の今季限りでの退任と来季のフロント入りを発表[411]。
  - 千葉ロッテマリーンズは、東條大樹、秋山正雲、本前郁也、森遼大朗、二保旭、菅野剛士、育成の田中楓基、土肥星也、古谷拓郎、永島田輝斗、白濱快起、村山亮介、黒川凱星の13選手に対し来季の契約を行わない旨を通達したことを発表[412]。
  - 中日ドラゴンズが、対横浜DeNAベイスターズ25回戦（バンテリンドーム）で敗れ、球団史上初となる3年連続の最下位。これにより、セ・リーグの全順位が確定。
    - 中日の立浪和義監督は就任から3年連続の最下位で、同一監督による3年連続最下位はセ・リーグでは史上3人目[注 29][413]。
    - 試合後、球団はダヤン・ビシエドと来季の契約を更新しないこと[414]と、片岡篤史ヘッドコーチ、落合英二投手兼育成コーチ、和田一浩打撃コーチ、上田佳範打撃コーチ、大西崇之外野守備走塁コーチの今季限りでの退団を発表[415]。

  - セントラル・リーグの全日程が終了、全部門タイトルが確定。
    - 東京ヤクルトスワローズの村上宗隆が、二年ぶりの本塁打王と打点王の二冠獲得。阪神タイガースの近本光司が、3年連続の盗塁王を獲得、19個での盗塁王は2リーグ制後最少[注 30][416]。近本は新人から6年連続[注 31]のタイトル獲得となり、これは赤星憲広の5年連続を上回る球団新記録[417]。
    - 読売ジャイアンツの菅野智之が、最多勝と勝率一位の二冠を獲得。中日ドラゴンズの髙橋宏斗が最優秀防御率を1.38で獲得、1954年の杉下茂の1.39を上回る球団記録で、22歳シーズンでの同賞受賞は、1976年の鈴木孝政に並ぶ球団最年少記録。また、シーズン被本塁打1は、2リーグ制以降での最少記録[418]。最下位球団の投手による最優秀防御率タイトル獲得は、NPB史上2019年オリックス・バファローズ山本由伸以来5年ぶり6人目、セ・リーグ史上初[419]。
    - 全日程終了時点で打率3割を記録したのは、タイラー・オースティン（首位打者・DeNA）、ドミンゴ・サンタナ（ヤクルト）の2人。3割打者2人は1973年以来リーグ51年ぶりで、日本人野手が1人も打率3割を達成できなかったのは、パ・リーグを含めても史上初[420]。
    - 阪神タイガースが、シーズン最少捕逸0のリーグ新記録を樹立[注 32][421]。

  - 横浜DeNAベイスターズは、青山道雄二軍監督兼外野守備走塁コーチの退団を発表[422]。
  - オリックス・バファローズの中嶋聡監督が今季限りでの退任を表明[423]。
- 7日
  - 福岡ソフトバンクホークスは、澤柳亮太郎に対し、来季の支配下選手契約を締結しないこと、育成の村上舜、古川侑利、瀧本将生、渡邊佑樹、佐藤宏樹、伊藤大将、佐久間拓斗、三代祥貴の8選手に来季の育成選手契約を締結しないことを通達したことを発表[424][425]。
  - オリックス・バファローズは、田口壮外野守備走塁コーチ、辻竜太郎打撃コーチ、梵英心内野守備走塁コーチの今季限りでの退団を発表[426]。
- 8日
  - 広島東洋カープは、岡田明丈、戸根千明、曽根海成、育成の藤井黎來、坂田怜、新家颯の6選手に対し来季の契約を行わない旨を通達したことを発表[427]。
  - 中日ドラゴンズは、上田洸太朗、中島宏之、育成の竹内龍臣、加藤翼、垣越建伸の5選手に対し来季の契約を行わない旨を通達したことを発表[428]。
  - オリックス・バファローズは、横山楓に対し来季の契約を行わない旨を通達したことを発表、育成での再契約を打診する方針[429]。
  - 東北楽天ゴールデンイーグルスの辰己涼介が対北海道日本ハムファイターズ25回戦（楽天モバイルパーク宮城）で、1948年に青田昇（巨人）が記録したプロ野球記録を76年ぶりに更新する今季392回目の刺殺を記録[430]。
- 9日
  - オリックス・バファローズは、岸田護投手コーチの2025年度一軍新監督就任を発表[431]。岸田は選手・コーチいずれでもオリックス以外に所属したことがなく、球団が1989年にオリックスになって以降では初[注 33]となる生え抜きの監督[432]。
  - 広島東洋カープは、新井貴浩一軍監督の続投を発表[433]。
  - 埼玉西武ライオンズは、渡辺久信GM兼監督代行、および松井稼頭央一軍監督が退任し、西口文也二軍監督が一軍監督に就任することを発表[434]。
    - チームは今季最終戦の対東北楽天ゴールデンイーグルス25回戦（楽天モバイルパーク宮城）を引き分け、首位のソフトバンクと42ゲーム差で終了。首位とのゲーム差40以上はパ・リーグでは2005年の楽天以来19年ぶり、球団としては西鉄時代の1971年に43.5ゲーム差となって以来53年ぶり[435]。
    - 全試合終了時点のチーム打率.212は1957年の大映ユニオンズの.213を下回りパ・リーグ歴代ワースト記録[注 34]。また、チーム本塁打60本は西鉄ライオンズ時代の1951年の63本を下回り球団ワーストを更新[436]。更に今季の本塁打数個人最多は佐藤龍世、外崎修汰、中村剛也の7本で、レギュラーシーズンにおいて2桁本塁打を記録した選手が0だったのはNPBでは2012年の東北楽天ゴールデンイーグルス以来22度目で球団初[注 35][437]。

  - パシフィック・リーグの全日程が終了。入場者数はリーグ合計1206万3891人、1試合平均が2万8121人となり、ともにリーグ最多記録を更新[438]。各部門のタイトルが確定[439]。
    - 打撃部門で福岡ソフトバンクホークスの山川穂高が2年ぶり4度目の本塁打王と2年ぶり2度目の打点王の二冠、同じくソフトバンクの近藤健介が初の首位打者と2年連続4度目の最高出塁率の二冠を獲得。また近藤以外に規定打席数到達者で打率.300に達した選手はおらず、3割打者1人のみとなったのはパ・リーグ史上初[注 36][440]。また東北楽天ゴールデンイーグルスの辰己涼介が初の最多安打獲得[441]、併せて前日にNPB新記録を樹立していた外野手シーズン最多刺殺記録を397に更新[442]。
    - 投手部門は、2019年以来5年ぶり2度目の最多勝を獲得した有原航平以外全員が各部門初のタイトル獲得。北海道日本ハムファイターズの伊藤大海が最多勝と勝率1位の二冠を獲得。最多セーブの則本昂大は2018年の最多奪三振以来、最優秀防御率のモイネロは2020年の最優秀中継ぎ以来の受賞[443]。
    - 東北楽天ゴールデンイーグルスの小郷裕哉が球団史上初、かつ同シーズン12球団唯一の全試合フルイニング出場を達成[444]。
- 10日
  - 埼玉西武ライオンズは、平石洋介ヘッドコーチ兼打撃戦略コーチ、嶋重宣打撃コーチ、高山久打撃コーチ、阿部真宏内野守備・走塁コーチ、荒川雄太三軍バッテリーコーチ、長田秀一郎ファーム投手コーチとコーチ契約を終了することを発表[445]。
  - 中日ドラゴンズは、井上一樹二軍監督の新監督就任を発表[446]。
  - 東京ヤクルトスワローズは、西田明央に対し来季の契約を行わない旨を通達したことを発表[447]。
- 11日
  - 東北楽天ゴールデンイーグルスは、今江敏晃監督との契約を解除し[448]、2025年シーズンから、三木肇2軍監督が1軍監督、渡辺直人1軍ヘッドコーチが2軍監督に就任することを発表[449]。
  - 東京ヤクルトスワローズは、契約満了に伴い福川将和打撃コーチ、森岡良介内野守備走塁コーチとの契約を終了したことを発表[450]。
  - 埼玉西武ライオンズは、来季の一軍ヘッドコーチに鳥越裕介が就任すること、来季はGM職を置かないことを発表[451]。
- 12日
  - 福岡ソフトバンクホークスは、吉鶴憲治3軍バッテリーコーチの退団を発表[452]。
- 13日
  - 横浜DeNAベイスターズが、クライマックスシリーズファーストステージ第2戦（阪神甲子園球場）で勝利し、2勝0敗で7年ぶり3度目のファイナルステージ進出[453]。
- 14日
  - 埼玉西武ライオンズは、フランチー・コルデロ[454]、ジェフリー・ヤン[455]の2選手を自由契約としたことを公示。
  - 阪神タイガースは、新監督に球団OBで、球団のSA（special assistant、特別補佐）を務める藤川球児が就任すること[456]と、今岡真訪1軍打撃コーチの退団を発表[457]。
  - 北海道日本ハムファイターズが、クライマックスシリーズファーストステージ第3戦（エスコンフィールド北海道）で勝利し、2勝1敗で8年ぶりのファイナルステージ進出[458]。
- 15日
  - 東京ヤクルトスワローズは、西浦直亨、山崎晃大朗、井野卓の来季コーチ就任を発表[459]。
- 16日
  - 東北楽天ゴールデンイーグルスは、川島慶三一軍打撃コーチ、岡田幸文一軍外野守備走塁コーチの退団と[460]、森岡良介一軍野手コーチの就任を発表[461]。
  - 第1次戦力外通告期間終了。
- 17日
  - オリックス・バファローズは、アンダーソン・エスピノーザ、アンドレス・マチャド、ルイス・ペルドモの3投手と来季の選手契約について合意に至ったことを発表[462]。
  - 東北楽天ゴールデンイーグルスは、的場直樹一軍バッテリーコーチの本人の申し出による退団と[463]、下妻貴寛二軍バッテリーコーチの就任を発表[464]。
  - 読売ジャイアンツは、クライマックスシリーズファイナルステージ第2戦（東京ドーム）で、クライマックスシリーズ最多となる1試合で5併殺を記録[465]。
- 18日
  - オリックス・バファローズは、中垣征一郎巡回ヘッドコーチと小谷野栄一打撃コーチからの退団申し出を受理したことを発表[466]。
  - 福岡ソフトバンクホークスが、クライマックスシリーズファイナルステージ第3戦（みずほPayPayドーム福岡）で勝利し、アドバンテージ含めて4勝0敗で4年ぶり日本シリーズ進出決定[467]。
    - ソフトバンクがクライマックスシリーズを無敗で突破するのは2011年、2015年、2020年[注 37]に続き4度目、NPBでは2023年の阪神タイガース以来16度目 。21度目の日本シリーズ進出は、埼玉西武ライオンズに並ぶパリーグ最多タイ[468]。
    - 小久保裕紀監督は新人監督として2021年の中嶋聡（オリックス）以来19人目の日本シリーズ出場で、新人監督が無傷でCSを突破したのは2012年栗山英樹（日本ハム）、2015年工藤公康（ソフトバンク）、2021年中嶋に次いで4人目[468]。
- 19日
  - 東北楽天ゴールデンイーグルスは、有銘兼久2軍投手コーチの就任を発表[469]。
- 20日
  - 東北楽天ゴールデンイーグルスは、横尾俊建2軍打撃コーチの本人申出による退団[470]と、一軍打撃コーチに渡辺浩司、一軍外野守備走塁コーチに川名慎一の就任を発表[471]。
  - 阪神タイガースは、水口栄二打撃コーチの退団を発表[472]。
  - 読売ジャイアンツの中山礼都が、セントラルリーグ・クライマックスシリーズ ファイナルステージ第5戦（東京ドーム）で本塁打。レギュラーシーズン本塁打0本の選手がクライマックスシリーズで本塁打を放つのは史上初[473]。
- 21日
  - 北海道日本ハムファイターズは、フランミル・レイエスと来季からの複数年契約で合意したことを発表[474]。
  - 阪神タイガースは、来季のコーチングスタッフの以下のように発表[475]。
    - 【一軍】藤川球児（監督）、藤本敦士（総合）、安藤優也（投手チーフ）、金村曉（投手）、和田豊（1・2打撃巡回コーディネーター）、小谷野栄一（打撃チーフ）、上本博紀（打撃）、田中秀太（内野守備走塁）、筒井壮（外野守備兼走塁チーフ）、野村克則（バッテリー）、片山大樹（ブルペンコーチ兼ブルペン捕手）
    - 【二軍】平田勝男（監督）、久保田智之（投手チーフ）、江草仁貴（投手）、渡辺亮（投手）、北川博敏（打撃チーフ）、梵英心（打撃）、馬場敏史（守備走塁チーフ）、山崎憲晴（内野守備走塁）、工藤隆人（外野守備走塁）、日高剛（バッテリー）、俊介（野手）

  - 横浜DeNAベイスターズが、クライマックスシリーズファイナルステージ第6戦（東京ドーム）で読売ジャイアンツに勝利し、アドバンテージ含め4勝3敗で7年ぶり4度目となる日本シリーズ進出決定。
    - リーグ優勝チーム以外の日本シリーズ進出は2019年のソフトバンク以来5年ぶり7度目で、3位から2度出場するのはNPB史上初[476]。
    - DeNAのレギュラーシーズンの勝率は.507（71勝69敗2分貯金2）で、過去日本シリーズに出場した球団の中では1975年の阪急ブレーブスの.520（64勝59敗7分貯金5）を下回り最も低い勝率[477]。
    - 敗れた巨人は2007年（対中日ドラゴンズ）、2014年（対阪神タイガース）に次ぎ10年ぶり3度目のリーグ優勝年のクライマックスシリーズ敗退となり、埼玉西武ライオンズの2度を上回りNPB単独最多記録。またCSのチーム打撃成績は176打数30安打の打率.170で9得点に終わり、6試合を戦ったCSファイナルステージとしては2010年福岡ソフトバンクホークスの打率.169に次ぐ低打率で、安打数、得点は同年のソフトバンクに並ぶ最少タイ[478]。
- 22日
  - 第2次戦力外通告期間開始。クライマックスシリーズ終了翌日から日本シリーズ終了翌日（日本シリーズ出場チームのみ5日後）まで。
  - 千葉ロッテマリーンズは、村田修一打撃コーチが契約満了により退団すること[479]、井上晴哉が現役引退することを発表[480]。
  - 横浜DeNAベイスターズは、三浦大輔監督の来季続投が決定したこと[481]、石川達也に来季の契約を結ばない旨を通知したこと[482]、下園辰哉二軍打撃コーチの退団を発表[483]。
  - 東北楽天ゴールデンイーグルスは、小山伸一郎2軍投手コーチの本人の申し出による退団[484]と、下園辰哉の二軍打撃コーチ就任を発表[485]。
  - 福岡ソフトバンクホークスは、吉本亮2軍打撃コーチ、小川史3軍監督、佐久本昌広3軍投手コーチの今シーズン限りでの退団を発表[486]。
  - 9、10月度の大樹生命月間MVP賞が発表され、福岡ソフトバンクホークスの栗原陵矢がパ・リーグ打者部門で5月度以来自身2度目の受賞。3、4月度から年間を通し打者部門もしくは投手部門で毎月ソフトバンク勢が同賞を受賞したのは2005年以来19年ぶり[487]。
  - 北海道日本ハムファイターズは、江越大賀、黒木優太、福田光輝、安西叶翔の4選手に対し来季の契約を結ばない旨を通達したことを発表、安西に対しては育成での再契約を打診[488]。
  - 埼玉西武ライオンズは、来季コーチングスタッフを以下のように発表[489]。
    - 【1軍】西口文也（監督）、鳥越裕介（ヘッド）、豊田清（投手チーフ）、大石達也（投手）、中田祥多（バッテリー）、仁志敏久（野手チーフ兼打撃）、立花義家（打撃）、大引啓次（内野守備走塁）、熊代聖人（外野守備走塁）
    - 【2軍】小関竜也（監督）、土肥義弘（投手総合）、渡辺智男（投手）、青木勇人（投手）、榎田大樹（投手）、野田浩輔（バッテリー）、黒田哲史（野手）、辻竜太郎（野手）、赤田将吾（野手）、大島裕行（野手）
    - 【3軍】青木智史（総合）、田辺徳雄（野手）、鬼﨑裕司（野手）、木村文紀（野手）

  - 中日ドラゴンズの小笠原慎之介が、ポスティングシステムを使用してのMLB移籍について、球団から承認を受けたことを表明[490]。
  - オリックス・バファローズは、台湾国立体育大学の陳睦衡を育成選手として獲得することを発表、背番号は017[491]。
- 23日
  - 千葉ロッテマリーンズは、ネフタリ・ソトとの来季契約合意を発表[492]。
  - 読売ジャイアンツの梶谷隆幸が今季限りでの現役引退を表明[493]。
  - 日本野球機構は、フリーエージェント権の有資格者111人（国内43人、海外68人）を公示[494]。また、オリックス・バファローズのコーディ・トーマスが自由契約となったことを発表[495]。
  - オリックス・バファローズは、育成契約選手の山中尭之の任意現役引退を発表[496]。
- 24日
  - 日本野球機構は、阪神タイガースのシェルドン・ノイジー[497]、ヨハン・ミエセス[498]両選手を自由契約選手として公示。
  - プロ野球ドラフト会議 supported by リポビタンDが開催、支配下69人、育成54人の交渉権が確定[499][500]。
    - 富士大学硬式野球部が、支配下4名、育成2名の計6名指名を受ける。同一チームからの指名人数としては史上最多[501]。

  - 北海道日本ハムファイターズの新庄剛志一軍監督が来季続投を表明[502]。
- 25日
  - 北海道日本ハムファイターズは、建山義紀投手コーチの契約満了に伴う退団を発表[503]。
- 26日
  - 東京ヤクルトスワローズは、西舘昂汰と育成の沼田翔平に来季契約を結ばず、育成契約を打診したことを発表[504]。
  - 読売ジャイアンツは、育成選手の萩原哲に来季の契約を結ばないことを通知したこと、菊地大稀、中田歩夢、松井颯、山田龍聖の4選手を自由契約とすることを通知したと発表[505]。
  - 千葉ロッテマリーンズは、吉田凌に来季の契約を結ばない旨を通達したことを発表[506]。
- 27日
  - 読売ジャイアンツの立岡宗一郎が、自身のインスタグラムで現役引退を発表[507]。
- 28日
  - 埼玉西武ライオンズは、宮澤太成、野田海人、鈴木将平の3選手に来季の契約を結ばないことを通告したことを発表[508]。
  - 北海道日本ハムファイターズは、宮内春輝、北浦竜次、育成の齊藤伸治、柿木蓮の4選手に来季の契約を結ばないことを通達したと発表[509]。
  - 読売ジャイアンツは、直江大輔に来季の契約を結ばないことを通知したと発表[510]。また、来季のコーチングスタッフを以下の通り発表した[511]。
    - 【1軍】阿部慎之助（監督）、二岡智宏（ヘッド兼打撃チーフ）、橋上秀樹（作戦戦略）、村田善則（総合）、亀井善行（打撃）、古城茂幸（内野守備）、松本哲也（外野守備兼走塁）、杉内俊哉（投手チーフ）、内海哲也（投手）、實松一成（バッテリー）
    - 【2軍】桑田真澄（監督）、川相昌弘（野手総合）、矢野謙次（打撃チーフ）、橋本到（打撃）、山口鉄也（投手チーフ）、大竹寛（投手）、脇谷亮太（内野守備兼走塁）、鈴木尚広（外野守備兼走塁）、加藤健（バッテリー）
    - 【3軍】駒田徳広（監督）、金城龍彦（野手総合）、三澤興一（投手チーフ）、野上亮磨（投手）、吉川大幾（内野守備兼走塁）、立岡宗一郎（外野守備兼走塁）、市川友也（バッテリー）
    - 【巡回】久保康生（巡回投手）、ゼラス・ウィーラー（巡回打撃）

  - 福岡ソフトバンクホークスは、生海に対し来季の支配下契約を締結しないこと、育成選手の齊藤大将、鍬原拓也、佐藤琢磨、小林珠維、加藤洸稀、マイロン・フェリックスに対し来季の育成選手契約を結ばないことを通達したと発表[512]。
  - 中日ドラゴンズは、来季のコーチングスタッフとして松中信彦（打撃）、飯山裕志（野手総合）、小山伸一郎（投手）、平田良介（外野守備）、小林正人（育成）、田島伸二（投手）の就任を発表[513]。
  - 沢村栄治賞の選考委員会が開かれ、5年振りに該当者無しとなった[514]。
- 29日
  - 東北楽天ゴールデンイーグルスは、平良竜哉、辰見鴻之介、育成の澤野聖悠の3選手に対し、来季の育成選手契約を結ばない旨を通達したことを発表。平良、辰見両選手には育成再契約を打診[515]。
  - 広島東洋カープは、内間拓馬、小林樹斗、育成の前川誠太の3選手に対し、来季の契約を行わない旨を通達したことを発表[516][517]。
  - 中日ドラゴンズは、加藤竜馬、三好大倫、石森大誠、福島章太、アレックス・ディカーソン、マイケル・フェリス、育成のフランク・アルバレスの7選手に対し、来季の契約を結ばない旨を通告したことを発表。加藤については育成での再契約と野手転向を打診[518][519]。
  - 阪神タイガースは、前トロント・ブルージェイズ傘下A+のジーン・アルナエスと育成選手契約を締結したことを発表[520]。
  - 東京ヤクルトスワローズは、松岡健一2軍投手コーチが契約満了に伴い退任すると発表[521]。
  - 北海道日本ハムファイターズは、新庄剛志監督との契約を更新することで合意したと発表[522]。
  - 福岡ソフトバンクホークスが、日本シリーズ第3戦（みずほPayPayドーム福岡）で横浜DeNAベイスターズに敗れ、2018年の日本シリーズ第3戦から続いていた日本シリーズ連勝記録が14で、2011年の日本シリーズ第7戦から続いていた日本シリーズ本拠地連勝記録が16でそれぞれ止まった[523]。
    - DeNAの東克樹は、7回10被安打1失点で勝利投手。二桁被安打で1失点以下の勝利投手は日本シリーズでは1981年第5戦の西本聖以来43年振り、史上3人目[524]。
- 30日
  - 東北楽天ゴールデンイーグルスは、来季のコーチングスタッフを以下の通り発表[525]。
    - 【1軍】三木肇（監督）、渡辺浩司 （打撃）、後藤武敏（打撃）、石井貴（投手）、久保裕也（投手）、田中雅彦（バッテリー）、塩川達也（内野守備兼走塁）、川名慎一（外野守備兼走塁）、森岡良介（打撃兼野手コーチ補佐）
    - 【2軍】渡辺直人（監督）、雄平（打撃）、下園辰哉（打撃）、青山浩二（投手）、永井怜（投手）、有銘兼久（投手）、下妻貴寛（バッテリー）、牧田明久（内野守備兼走塁）、奥村展征（外野守備兼走塁）、真喜志康永(育成総合)、鷹野史寿(育成)　

  - 埼玉西武ライオンズは、ヘスス・アギラーとの契約を終了し、来季の契約を結ばないことを発表[526]。
  - 北海道日本ハムファイターズは、伊藤剛ファーム投手コーチが契約満了により退任することを発表[527]。
  - 東京ヤクルトスワローズは、河田雄祐二軍外野守備走塁コーチの退団を発表[528]。
  - オリックス・バファローズは古田島成龍の背番号を97→35に変更することを発表[529]。また、以下のコーチの就任を発表した[530][注 38]。
    - 比嘉幹貴：一軍投手コーチ
    - 嶋村一輝：一軍打撃コーチ
    - 川島慶三：一軍打撃コーチ
    - 福川将和：二軍打撃コーチ
    - 安達了一：一軍内野守備走塁コーチ
    - 松井雅人：二軍バッテリーコーチ
    - 小田裕也：育成コーチ
- 31日
  - 東京ヤクルトスワローズは、吉岡雄二、寺内崇幸、佐藤由規のコーチ就任を発表[531]。
  - 北海道日本ハムファイターズは、来季のコーチングスタッフを以下の通り発表[532]。
    - 【1軍】新庄剛志（監督)、林孝哉 (ヘッド)、武田久 (投手)、加藤武治 (投手)、八木裕 (打撃)、山田勝彦 (バッテリー)、谷内亮太 (内野守備走塁)、森本稀哲 (外野守備走塁)、代田建紀 (データ分析担当兼走塁)
    - 【2軍】稲葉篤紀（監督)、清水雅治 (総合)、浦野博司 (投手)、金子千尋 (投手)、江口孝義 (投手)、小田智之 (打撃)、横尾俊建 (打撃)、佐藤友亮 (打撃)、的場直樹(バッテリー)、岩舘学 (内野守備走塁)、紺田敏正 (外野守備走塁)、山中潔 (捕手インストラクター)

  - オリックス・バファローズは来季のコーチングスタッフを以下の通り発表[533]。
    - 【1軍】岸田護 (監督)、水本勝己 (ヘッド)、齋藤俊雄 (戦略)、厚澤和幸 (投手)、比嘉幹貴 (投手)、嶋村一輝 (打撃)、川島慶三 (打撃)、安達了一 (内野守備走塁)、松井佑介 (外野守備走塁)、山崎勝己 (バッテリー)
    - 【2軍】波留敏夫 (監督)、風岡尚幸 (ヘッド)、牧野塁 (投手)、平井正史 (投手)、髙橋信二 (打撃)、福川将和(打撃)、小島脩平 (内野守備走塁)、由田慎太郎 (外野守備走塁)、松井雅人(バッテリー)
    - 【育成】小林宏 (育成チーフ)、小田裕也 (育成コーチ)、飯田大祐 (育成コーチ)、鈴木昂平 (育成コーチ)

  - 横浜DeNAベイスターズが福岡ソフトバンクホークスとの日本シリーズ第5戦（みずほPayPayドーム福岡）に7-0で勝利し、2試合連続の完封勝ち。
    - 日本シリーズでの2試合連続完封勝ちは1999年第3・4戦の福岡ダイエーホークス以来25年振り7度目、セ・リーグ球団では1953年第4・5戦の読売ジャイアンツ以来71年振り3度目[534]。
    - ソフトバンクは第3戦2回から26イニング連続無得点となり、1958年の西鉄ライオンズに並ぶ日本シリーズ最長タイ記録[534]。

### 11月
- 1日
  - 千葉ロッテマリーンズから戦力外通告を受けていた二保旭が自身のインスタグラムで現役引退を発表[535]。
- 2日
  - 東北楽天ゴールデンイーグルスは、台湾出身の蕭齊（シャオ・チ）と育成契約で合意したことを発表[536]、背番号は197[537]。
  - この日予定していた日本シリーズ第6戦は雨のため中止となり翌日に延期となった。日本シリーズの中止は2004年の第4戦西武ライオンズ対中日ドラゴンズ戦（西武ドーム）[注 39]以来20年ぶりで、屋外球場での中止は2003年の第3戦阪神タイガース対福岡ダイエーホークス戦（阪神甲子園球場）以来21年振り[538]。
- 3日
  - 東北楽天ゴールデンイーグルスは、吉野創士の背番号を9→78に、前田銀治の背番号を36→79に変更すると発表[539]。
  - 北海道日本ハムファイターズの加藤豪将が今季限りでの現役引退を発表[540]。
  - 横浜DeNAベイスターズが福岡ソフトバンクホークスとの日本シリーズ第6戦（横浜スタジアム）に11-2で勝利し、4勝2敗で26年ぶり3度目の日本一、3位からの日本一はセ・リーグ球団では初、パ・リーグを含めても2010年の千葉ロッテマリーンズ以来14年ぶりとなる[541][542]。
    - DeNAの桑原将志が、2回にタイムリーを放ち、日本シリーズ初となる5試合連続打点を記録[543]。
    - ソフトバンクの柳田悠岐が4回に本塁打を放ち、日本シリーズワーストとなる連続イニング無得点を29で止める[544]。
- 4日
  - 横浜DeNAベイスターズは、小池正晃外野守備コーチの退団を発表[545]。
  - 福岡ソフトバンクホークスは、風間球打、中村亮太、三浦瑞樹、笠谷俊介、田上奏大、川原田純平、仲田慶介の7選手に対し来季の支配下契約を締結しないことを通達したと発表[546]。中村、笠谷両選手以外の5選手には育成再契約提示も、三浦、仲田両選手は他球団支配下契約オファーを待つ意向を示す[547]。
  - フリーエージェント権申請期間開始、13日まで[548]。
- 5日
  - 福岡ソフトバンクホークスの和田毅が今季限りで現役を引退することを発表、いわゆる『松坂世代』、および選手として福岡ダイエーホークスに所属した最後の現役NPB選手の引退となる[549][550]。
  - 阪神タイガースは、青柳晃洋のポスティングシステムを使用してのMLB移籍を許可したことを表明[551]。
  - 中日ドラゴンズは、昨日DeNAからの退団を発表した小池正晃の打撃コーチ就任を発表[552]。
  - 千葉ロッテマリーンズは、建山義紀のコーチ就任（役職は後日発表）を発表[553]。
  - 横浜DeNAベイスターズは、村田修一、河田雄祐、上田佳範とのコーチ契約締結を発表[554]。
- 7日
  - 日本野球機構は、東京ヤクルトスワローズのミゲル・ヤフーレ、サイスニードの2選手を自由選手契約として公示[555]。
  - 正力松太郎賞選考委員会が開かれ、横浜DeNAベイスターズの三浦大輔監督が受賞、同球団の監督としては初[注 40][556]。
  - 福岡ソフトバンクホークスは、台湾から張峻瑋（チャン・ジュンウェイ）が育成選手として入団することを発表。背番号は153[557]。
- 8日
  - 福岡ソフトバンクホークスの石川柊太が、今季取得した国内FA権の行使を表明[558]。
  - 広島東洋カープは、前コロラド・ロッキーズのエレフリス・モンテロの獲得を発表。背番号は95。また、テイラー・ハーンとの契約更新とトーマス・ハッチの退団を発表[559]。
  - 日本野球機構は、東京ヤクルトスワローズのホセ・エスパーダを自由選手契約として公示[560]。
  - 福岡ソフトバンクホークスは、決定済みの2025年コーチングスタッフと背番号を発表[561]。また、渡邉陸の背番号を79→00に変更すると発表した[562]。
  - 横浜DeNAベイスターズは、東野峻二軍投手アシスタントコーチの退団を発表[563]。
  - 第2次戦力外通告期間終了。
- 9日
  - 千葉ロッテマリーンズは、佐々木朗希のポスティングシステムを使用してのMLB移籍を容認したことを発表[564]。
- 11日
  - 東京ヤクルトスワローズは、山下輝の背番号を15→49に、原樹理の背番号を16→52に、阪口皓亮の背番号を58→66に、古賀優大の背番号を57→2に変更すること、坪井智哉のコーチ就任を発表[565][566]。
  - 中日ドラゴンズの木下拓哉が、今季取得した国内FA権の行使を表明[567]。
  - 東北楽天ゴールデンイーグルスの茂木栄五郎が、取得済みの国内FA権の行使を表明[568]。また、酒居知史は今季取得の国内FA権を行使せず残留することを表明[569]。
  - 横浜DeNAベイスターズは、ジョフレック・ディアスとの来季の契約で合意したことを発表[570]。
  - 北海道日本ハムファイターズの石井一成が、今季取得した国内FA権を行使せず残留することを表明[571]。
- 12日
  - 広島東洋カープの九里亜蓮が、取得済みの海外FA権の行使を表明[572]。
  - 阪神タイガースの原口文仁が、今季取得した国内FA権の行使を表明[573]。また、糸原健斗は今季取得の国内FA権を行使せず残留することを表明[574]。
  - 横浜DeNAベイスターズの佐野恵太が、今季取得した国内FA権を行使せず残留することを表明[575]。また、球団は今季マツゲン箕島硬式野球部で投手コーチを務めていた辻俊哉の野手コーチ就任を発表[576]。来季のコーチングスタッフは以下の通り。
    - 【1軍】三浦大輔（監督）、進藤達哉（ベンチ）、靍岡賢二郎（オフェンスチーフ）、相川亮二（ディフェンスチーフ兼野手）、田中浩康（内野守備兼ベースコーチ兼野手）、河田雄祐（外野守備兼ベースコーチ兼野手）、大原慎司（チーフ投手兼投手）、小杉陽太（投手兼投手）
    - 【2軍】桑原義行（監督兼投手コーディネーター）、中井大介（オフェンスチーフ）、藤田一也（ディフェンスチーフ兼内野守備兼ベースコーチ）、上田佳範（外野守備兼ベースコーチ兼野手）入来祐作（投手兼アシスタント投手コーディネーター兼投手）、八木快（投手兼投手）
    - 【その他】万永貴司（野手コーディネーター）、田代富雄（野手）、大村巌（野手）、村田修一（野手）、石井琢朗（野手）、鈴木尚典（野手）、柳田殖生（野手）、辻俊哉（野手）加賀繁（投手コーチ補佐）

  - 千葉ロッテマリーンズの西野勇士が、今季取得した国内FA権を行使せず残留することを表明[577]。
  - 北海道日本ハムファイターズの阿部和広が今季限りでの現役引退を発表[578]。
  - 福岡ソフトバンクホークスの甲斐拓也が、今季取得した国内FA権の行使を表明[579]。
  - 読売ジャイアンツの大城卓三が、今季取得した国内FA権を行使せず残留することを表明[580]。
  - 埼玉西武ライオンズは、ボー・タカハシと来季の支配下選手契約を、ビクター・ロペスと来季の育成選手契約をそれぞれ締結したと発表[581]。
  - 三井ゴールデングラブ賞受賞者発表。巨人から4選手、ソフトバンクから5選手が受賞[582]。横浜DeNAベイスターズの山本祐大は、独立リーグ出身選手としては初の受賞[583]。
- 13日
  - 阪神タイガースの大山悠輔が、今季取得した国内FA権の行使を表明[584]。また、坂本誠志郎は今季取得の国内FA権を行使せず残留することを表明[585]。
  - 横浜DeNAベイスターズの京田陽太が、今季取得した国内FA権を行使せず残留することを表明[586]。
  - 中日ドラゴンズの福谷浩司が、今季取得した国内FA権の行使を表明[587]。また、高橋周平は今季取得した国内FA権を行使せず残留することを表明[588]。
  - 北海道日本ハムファイターズから戦力外通告を受けていた江越大賀が、今季限りでの現役引退を発表[589]。
  - 千葉ロッテマリーンズは、昨年までDeNAのコーチを務めていた大家友和のコーチ就任を発表（役職は後日発表）[590]。
- 14日
  - 12球団合同トライアウトがZOZOマリンスタジアムで開催。45選手が参加[591]。
  - 東北楽天ゴールデンイーグルスは、王彦程、水上桂、江川侑斗、辰見鴻之介の4選手と来季の育成選手契約に合意したと発表[592]。
  - 日本野球機構は、フリーエージェント権行使選手を公示、国内7名、海外2名[593]。
- 15日
  - 横浜DeNAベイスターズは、西巻賢二、上甲凌大、橋本達弥、深沢鳳介の4選手と育成選手契約を締結したことを発表。背番号はそれぞれ67→129、66→127、35→035、43→043[594]。
  - 読売ジャイアンツは、前横浜DeNAベイスターズの石川達也と来季の支配下選手契約を締結したことを発表、背番号は65[595]。
  - 横浜DeNAベイスターズから戦力外通告を受けていた大田泰示が、今季限りでの現役引退を発表[596]。
  - 埼玉西武ライオンズは、今季支配下登録選手だったアンソニー・ガルシアと、来季は育成選手として契約を締結したと発表。背番号は78→124[597]。
  - 北海道日本ハムファイターズは、パトリック・マーフィーとブライアン・ロドリゲスの退団を発表[598]。
  - 千葉ロッテマリーンズは、二軍打撃コーチに細谷圭、育成投手兼二軍投手コーチに南昌輝の就任を発表[599]。来季のコーチングスタッフは以下の通り。
    - 【1軍】吉井理人（監督）、建山義紀 （投手）、黒木知宏（投手）、大塚明（チーフ打撃兼走塁）、栗原健太（打撃）、江村直也（バッテリー）、金子誠（戦略）、根元俊一（内野守備兼走塁）、伊志嶺翔大（外野守備兼走塁）、光山英和（一軍・二軍統括兼球団本部一軍・二軍統括コーディネーター）
    - 【2軍】サブロー（監督兼統括打撃）、大家友和（チーフ投手）、大隣憲司（投手）、松永昂大（投手）、南昌輝（育成投手兼投手）、堀幸一（打撃）、細谷圭（打撃）、金澤岳（バッテリー）、三木亮（内野守備兼走塁）、諸積兼司(外野守備兼走塁)　
    - 【コーディネーター】福浦和也（一軍・二軍統括打撃）、大谷智久（投手）、小坂誠（守備）

  - 中日ドラゴンズは、加藤竜馬と育成選手契約を締結したことを発表[600]。
- 16日
  - 横浜DeNAベイスターズは、元阪神タイガースの岩田将貴と来季の選手契約を、元福岡ソフトバンクホークスの笠谷俊介と来季の育成選手契約をそれぞれ結んだ事を発表。背番号は岩田が68、笠谷が199[601][602]。
  - 東北楽天ゴールデンイーグルスは、元阪神タイガースの加治屋蓮との契約に合意した事を発表[603]。
  - 北海道日本ハムファイターズは、北浦竜次、安西叶翔の2選手と育成選手契約を締結したことを発表。背番号は北浦が63→163、安西が54→154[604]。
  - 福岡ソフトバンクホークスは、風間球打と育成選手契約を締結したことを発表[605]。
  - 東京ヤクルトスワローズは、西舘昂汰、沼田翔平との育成選手契約に合意したことを発表。西舘の背番号は14→014[606]。
- 17日
  - 阪神タイガースは、元横浜DeNAベイスターズの楠本泰史との契約基本合意を発表[607]。
  - 北海道日本ハムファイターズは、宮内春輝との育成選手契約に合意したことを発表。背番号は62→162[608]。
- 18日
  - オリックス・バファローズが、元阪神タイガースの遠藤成を育成選手として獲得したことを発表、背番号は124[609]。
  - 広島東洋カープは、小林樹斗、前川誠太の2選手と育成選手契約を締結したことを発表、小林の背番号は53→129に変更[610]。
  - 読売ジャイアンツは、戦力外となっていた直江大輔と育成契約を締結したことを発表、背番号は54→054[611]。
  - 千葉ロッテマリーンズは、本前郁也、森遼太朗、秋山正雲との育成選手契約を締結したこと、および田中楓基、永島田輝斗との育成再契約を結んだことを発表した。背番号は本前が49→121、森が62→122、秋山が43→123にそれぞれ変更された[612]。
  - 阪神タイガースは、森木大智と育成選手契約を締結したことを発表。背番号は20→120[613]。
- 19日
  - 広島東洋カープは、今季限りで引退した野村祐輔が３軍投手コーチ兼アナリストに就任することを発表[614]。
  - 東北楽天ゴールデンイーグルスは、西口直人と育成再契約を結んだことを発表[615]。
  - オリックス・バファローズは、横山楓、前佑囲斗、河内康介、宜保翔の4選手と育成選手契約を締結したことを発表。また背番号を以下の通りに変更[616]。
    - 横山　52→123
    - 前　   43→128
    - 河内　63→135
    - 宜保　53→153

  - 読売ジャイアンツは、菊地大稀、松井颯、中田歩夢との育成選手契約を締結したことを発表[617]。菊地の背番号は96→001[618]、松井の背番号は93→021[619]。
- 20日
  - 埼玉西武ライオンズは、支配下契約を結んでいた宮澤太成、前北海道日本ハムファイターズの黒木優太と育成選手契約を締結したことを発表。背番号は宮澤が56→117、黒木が136[620][621]。
  - 埼玉西武ライオンズから戦力外通告を受けていたブランドンが、自身のインスタグラムで現役引退を発表[622]。
  - 北海道日本ハムファイターズは、前統一ライオンズの古林睿煬と契約合意に達したことを発表[623]。
  - 12球団オーナー会議により、来季のウエスタン・リーグとイースタン・リーグで、タイブレーク制の試験導入が決定[624]。
  - オリックス・バファローズは、村西良太との育成選手契約に合意したことを発表。背番号は22→122[625]。
- 21日
  - 北海道日本ハムファイターズは、前東北楽天ゴールデンイーグルスの清宮虎多朗と育成選手契約を締結したことを発表[626]。
  - 日本野球機構は、東京ヤクルトスワローズのエルビン・ロドリゲスを自由選手契約として公示[627]。
  - 福岡ソフトバンクホークスは、城島健司球団会長付特別アドバイザー兼シニアコーディネーターが2025年1月に新設する役職で、コーディネーターの統括や1軍監督のアドバイザー、球団運営への参画などを担う「チーフベースボールオフィサー（CBO）」に就任すると発表[628]。
  - 読売ジャイアンツは、石田隼都、代木大和と来季の育成選手契約を締結[629]。
- 22日
  - 広島東洋カープは、前テキサス・レンジャーズのサンドロ・ファビアンと契約を結んだことを発表[630]。
  - 福岡ソフトバンクホークスは、山川穂高の背番号を25→5に変更すると発表[631]。
  - 東京ヤクルトスワローズは、来季のコーチングスタッフを以下の通り発表[632]。
    - 【1軍】高津臣吾（監督）、嶋基宏（ヘッド）、石井弘寿（投手）、小野寺力（投手）、井野卓（バッテリー）、大松尚逸（チーフ打撃）、吉岡雄二（打撃）、杉村繁（打撃）、寺内崇幸（内野守備走塁）、松元ユウイチ（外野守備走塁兼作戦）
    - 【2軍】池山隆寛（監督）、城石憲之（総合）、伊藤智仁（投手コーディネーター）、正田樹（投手）、山本哲哉（投手）、衣川篤史（バッテリー）、宮出隆自（打撃）、坪井智哉（打撃）、土橋勝征（内野守備走塁）、山崎晃大朗（外野守備走塁）、由規（投手兼育成担当）、西浦直亨（野手兼育成担当）
- 23日
  - 国内FA権を行使していた中日ドラゴンズの木下拓哉が、球団に残留することを表明[633]。
  - 広島東洋カープは、来季のキャッチフレーズを『遮二無二』に決定したことを発表[634]。
- 24日
  - 埼玉西武ライオンズは、前福岡ソフトバンクホークスの仲田慶介と育成選手契約を締結したことを発表。背番号は140[635]。
  - 東北楽天ゴールデンイーグルスは、田中将大の退団を発表[636]。
  - 阪神タイガースは、元横浜DeNAベイスターズの楠本泰史の獲得を正式発表。背番号は55[637]。
  - オリックス・バファローズは、宮城大弥の背番号を13→18に変更すると発表[638]。
  - 広島東洋カープは、来季のコーチングスタッフを以下の通り発表[639]。
    - 【1軍】新井貴浩（監督）、藤井彰人（ヘッド）、朝山東洋（打撃）、小窪哲也（打撃）、赤松真人（外野守備走塁）、三好匠（内野守備走塁）、菊地原毅（投手）、永川勝浩（投手）、石原慶幸（バッテリー）
    - 【2軍】高信二（監督）、福地寿樹（ヘッド兼打撃走塁）、新井良太（打撃）、廣瀬純（外野守備走塁）、東出輝裕（内野守備走塁）、高橋建（投手）、横山竜士（投手）、倉義和（バッテリー）
    - 【3軍】畝龍実（統括兼大野寮長）、迎祐一郎（野手総合コーチ兼アナリスト）、小林幹英（投手コーチ・育成強化担当）、野村祐輔（投手コーチ兼アナリスト）
- 25日
  - 広島東洋カープは、元シカゴ･ホワイトソックス傘下3Aのジョハン・ドミンゲスとの契約合意と、ロベルト・コルニエルの退団を発表[640]。
  - 埼玉西武ライオンズは、野田海人との育成再契約に合意したことを発表[641]。
  - ベストナイン受賞者発表。ソフトバンクからは南海時代を含め、球団最多の6人が選出。中日ドラゴンズの細川成也は、現役ドラフト経験者では初受賞となった[642][643]。
- 26日
  - 東京ヤクルトスワローズは、前福岡ソフトバンクホークスの佐藤琢磨、前東北楽天ゴールデンイーグルスの澤野聖悠と育成選手契約を締結したことを発表。背番号は佐藤が019、澤野が023[644]。
  - 埼玉西武ライオンズは、今季支配下登録選手だった浜屋将太、大曲錬の2選手と来季は育成選手での契約締結を発表。また、渡部健人の背番号を8→66に変更すると発表[645][646]。
  - 北海道日本ハムファイターズは、古林睿煬の背番号が37に決まったと発表[647]。
  - オリックス・バファローズは、福田周平の背番号を1→65に変更すると発表[648]。
- 27日
  - スカパー！ドラマティック・サヨナラ賞年間大賞をパシフィック・リーグから小川龍成、セントラル・リーグから長岡秀樹が受賞[649][650]。
- 28日
  - 日本野球機構は、オリックス・バファローズのルイス・カスティーヨを自由選手契約として公示[651]。
  - 北海道日本ハムファイターズは、清宮虎多朗の背番号が115に決まったと発表[652]。
- 29日
  - 東北楽天ゴールデンイーグルスは、平良竜哉と育成選手契約に合意し背番号を30→030に変更すること、辰見鴻之介の背番号を78→078に変更すること[653][654]、戦力外通告を受けていた小峯新陸、柳澤大空、大河原翔が現役を引退し、アカデミーコーチに就任することを発表[655]。
  - オリックス・バファローズは、新人選手の背番号を以下の通り発表[656]。
    - 麦谷祐介：8
    - 寺西成騎：13
    - 山口廉王：47
    - 山中稜真：50
    - 東山玲士：45
    - 片山楽生：49
    - 今坂幸暉：051
    - 清水武蔵：052
    - 上原堆我：053
    - 寺本聖一：054
    - 田島光祐：055
    - 乾健斗：056

  - 中日ドラゴンズは、前福岡ソフトバンクホークスの三浦瑞樹と育成選手契約を結んだことを発表[657]。また、来季のコーチングスタッフを以下の通り発表[658]。
    - 【1軍】井上一樹（監督）、山井大介（投手）、浅尾拓也（投手）、松中信彦（打撃統括）、森野将彦（打撃・作戦）、大野奨太（バッテリー）、飯山裕志（野手総合）、堂上直倫（内野守備走塁）、中村豊（外野守備走塁）、大塚晶文（巡回投手・育成）
    - 【2軍】落合英二（監督）、小山伸一郎（投手統括）、田島伸二（投手）、小池正晃（打撃統括）、福田永将（打撃）、小田幸平（バッテリー）、森越祐人（内野守備走塁）、平田良介（外野守備走塁）、渡邉博幸（野手総合・育成）、小林正人(投手・育成)　

  - 国内FA権を行使していた阪神の大山悠輔が、球団に残留することを表明[659]。
  - 埼玉西武ライオンズは、前トロント・ブルージェイズ傘下3Aのエマニュエル・ラミレスと契約を結んだことを発表。背番号は56[660]。
  - 広島東洋カープは、新加入選手の背番号と背番号変更を以下の通り発表した[661]。
    - 佐々木泰：10
    - 佐藤柳之介：28
    - 岡本駿：53
    - 渡邉悠斗：49
    - 菊地ハルン：67
    - 小船翼：123
    - 竹下海斗：126
    - 安竹俊喜：122
    - ジョハン・ドミンゲス：42
    - エレフリス・モンテロ：95
    - サンドロ・ファビアン：61
    - 床田寛樹 28→19
    - 小園海斗 51→5
    - 矢野雅哉 61→4
    - 羽月隆太郎 69→00
- 30日
  - 横浜DeNAベイスターズは、タイラー・オースティン、アンドレ・ジャクソン、アンソニー・ケイ、ローワン・ウィックの残留と、J.B.ウェンデルケン、マイク・フォードと来季の契約を結ばないことを発表[662]。
  - 北海道日本ハムファイターズは、来季のチームスローガンを『大航海は続く』に決定したことを発表[663]。
  - 読売ジャイアンツは、新人選手の背番号を以下の通り発表した[664]。ドラフト1位で入団する石塚裕惺の背番号は、球団の高卒ドラフト1位野手では史上最も若い番号となった[665]。
    - 石塚裕惺：23
    - 浦田俊輔：32
    - 荒巻悠：60
    - 石田充冴：90
    - 宮原駿介：57
    - 坂本達也：024
    - 堀江正太郎：014
    - 鈴木圭晋：015
    - 吹田志道：030
    - 西川歩：029
    - 竹下徠空：025

### 12月
- 1日
  - 福岡ソフトバンクホークスから戦力外通告を受けていた古川侑利が現役引退を発表[666]。
  - 埼玉西武ライオンズは、新人選手の背番号を以下の通り発表した[667]。
    - 齋藤大翔：2
    - 渡部聖弥：8
    - 狩生聖真：46
    - 林冠臣：44
    - 篠原響：52
    - 龍山暖：64
    - 古賀輝希：59
    - 冨士大和：123
    - 佐藤太陽：128
    - ラタナヤケ・ラマル・ギービン：132
    - 佐藤爽：133
    - 澤田遥斗：137
    - 福尾遥真：138
    - ウメビンユオオケム明：139
- 2日
  - 千葉ロッテマリーンズから戦力外通告を受けていた古谷拓郎が、自身のインスタグラムで今季限りでの引退を発表[668]。
  - 福岡ソフトバンクホークスは、アダム・ウォーカーと来季の契約を結ばないことを発表[669]。
  - 東北楽天ゴールデンイーグルスは、ニック・ターリー、宋家豪、マイケル・フランコと来季の契約を締結したこと、コディ・ポンセの退団を発表[670]。
  - NPBは、2024年度の自由契約選手を公示[671]。戦力外通告の告知なく新たに自由契約となったのは、ココ・モンテス、ヨアンデル・メンデス、エスタミー・ウレーニャ（いずれも巨人）[672]、鈴木勇斗（阪神）[673]、ライデル・マルティネス（中日）[674]、アニュラス・ザバラ（日本ハム）[675]、ダラス・カイケル、C.C.メルセデス、ジミー・コルデロ（いずれもロッテ）[676]、レアンドロ・セデーニョ（オリックス）[677]、アルバート・アブレイユ（西武）[678]の11名。
  - 読売ジャイアンツは、ココ・モンテスとの来季契約を締結しない方針を示した[679]。
- 3日
  - 阪神タイガースは、ハビー・ゲラ、ジェレミー・ビーズリーと来季の契約を締結したと発表[680]。
  - ドラフト会議で福岡ソフトバンクホークスから育成1位指名を受けた古川遼が入団を辞退することを発表。ソフトバンクがドラフト指名した選手から入団を辞退されたのは、前身のダイエー時代の1991年、ドラフト4位指名した三井浩二に辞退されて以来、33年ぶり[681]。
  - オリックス・バファローズの鈴木博志が、来季以降登録名を「博志」に変更することを発表[682]。
  - 千葉ロッテマリーンズは、2022年に在籍していた、元ロサンゼルス・エンゼルス傘下3Aのタイロン・ゲレーロの獲得を発表[683]。
  - 東北楽天ゴールデンイーグルスは、村林一輝の背番号を66→6に変更することを発表[684]。
- 4日
  - 埼玉西武ライオンズから戦力外通告を受けていた高木渉が、自身のインスタグラムで今季限りでの現役引退を発表[685]。
  - 横浜DeNAベイスターズから戦力外通告を受けていた村川凪が現役引退を発表[686]。
  - 東京ヤクルトスワローズは、新人選手の背番号を以下の通り発表した[687]。
    - 中村優斗：15
    - モイセエフ・ニキータ：31
    - 荘司宏太：30
    - 田中陽翔：54
    - 矢野泰二郎：57
    - 根岸辰昇：025
    - 廣澤優：012
    - 下川隼佑：013
    - 松本龍之介：022

  - 千葉ロッテマリーンズは、新人選手の背番号を以下の通り発表した[688]。
    - 西川史礁：6
    - 宮崎竜成：44
    - 一條力真：41
    - 坂井遼：62
    - 廣池康志郎：64
    - 立松由宇：49
    - 谷村剛：130
    - 茨木佑太：131
    - 長島幸佑：132
- 5日
  - 東京ヤクルトスワローズは、東北楽天ゴールデンイーグルスからFA宣言していた茂木栄五郎の獲得について基本合意したことを発表[689]。
  - 千葉ロッテマリーンズは、前福岡ソフトバンクホークスの中村亮太と育成選手契約を結んだことを発表。背番号は124[690]。
  - 福岡ソフトバンクホークスから戦力外通告を受けていた鍬原拓也が自身のSNSで現役引退を発表[691]。
  - 日本プロ野球選手会は、今季までNPBの各球団が持ち回りで行っていた合同トライアウトを、来季から選手会が開催することを決定[692]。
- 6日
  - 東北楽天ゴールデンイーグルスは、東京ヤクルトスワローズの今野龍太をトレードで獲得したこと、前同球団のミゲル・ヤフーレと契約合意したことを発表[693][694]。
  - 東京ヤクルトスワローズは、前読売ジャイアンツの鈴木康平を育成選手として獲得したことを発表。背番号は018[695]。
- 7日
  - 横浜DeNAベイスターズが新入団選手記者発表会を行い、ドラフト会議で指名した選手全員の入団交渉成約を公表した[696]。各新人の背番号は以下の通り。
    - 竹田祐：12
    - 篠木健太郎：30
    - 加藤響：37
    - 若松尚輝：39
    - 田内真翔：56
    - 坂口翔颯：46
    - 小針大輝：155
    - 吉岡暖：111
    - 金渕光希：103

  - 東北楽天ゴールデンイーグルスは、新人選手の背番号を以下の通り発表[697]。ドラフト1位で入団した宗山塁の背番号は1に決まった[698]。
    - 宗山塁：1
    - 德山一翔：29
    - 中込陽翔：26
    - 江原雅裕：40
    - 吉納翼：36
    - 陽柏翔：75
    - 岸本佑也：132
- 8日
  - 東北楽天ゴールデンイーグルスは、元クリーブランド・ガーディアンズのスペンサー・ハワードと契約に合意したことを発表[699]。
  - 北海道日本ハムファイターズは、新人選手の背番号を以下の通り発表[700]。
    - 柴田獅子：31
    - 藤田琉生：32
    - 浅利太門：35
    - 清水大暉：62
    - 山縣秀：54
    - 山城航太郎：63
    - 川勝空人：121
    - 澁谷純希：122
- 9日
  - 阪神タイガースは、新人選手の背番号を以下の通り発表[701]。
    - 伊原陵人：18
    - 今朝丸裕喜：28
    - 木下里都：54
    - 町田隼乙：43
    - 佐野大陽：45
    - 工藤泰成：127
    - 嶋村麟士朗：128
    - 早川太貴：129
    - 川﨑俊哲：130

  - 福岡ソフトバンクホークスは、新人選手の背番号を以下の通り発表[702]。
    - 村上泰斗：20
    - 庄子雄大：25
    - 安德駿：28
    - 宇野真仁朗：46
    - 石見颯真：67
    - 岩崎峻典：69
    - 曽布川ザイレン：121
    - 大友宗：125
    - 広瀬結煌：127
    - 河野伸一朗：128
    - 川口冬弥：132
    - 津嘉山憲志郎：137
    - 相原雄太：138
    - 岡田皓一朗：140
    - 漁府輝羽：143
    - 木下勇人：147
    - 熊谷太雅：149
    - 塩士暖：152

  - 現役ドラフトが実施され、各球団の獲得選手を発表[703]。広島東洋カープが史上初めて二巡目の指名を実施[704]。なお、オリックス・バファローズは、本田圭佑の背番号が60であることを発表[705]。

| 球団         | 指名選手（現所属）       | 守備   |
| ------------ | ------------------------ | ------ |
| 巨人         | 田中瑛斗（日本ハム）     | 投手   |
| 阪神         | 畠世周（巨人）           | 投手   |
| DeNA         | 浜地真澄（阪神）         | 投手   |
| 広島         | 山足達也（オリックス）   | 内野手 |
| 広島         | 鈴木健矢（日本ハム）     | 投手   |
| ヤクルト     | 矢崎拓也（広島）         | 投手   |
| 中日         | 伊藤茉央（楽天）         | 投手   |
| ソフトバンク | 上茶谷大河（DeNA）       | 投手   |
| 日本ハム     | 吉田賢吾（ソフトバンク） | 捕手   |
| ロッテ       | 石垣雅海（中日）         | 内野手 |
| 楽天         | 柴田大地（ヤクルト）     | 投手   |
| オリックス   | 本田圭佑（西武）         | 投手   |
| 西武         | 平沢大河（ロッテ）       | 内野手 |

- 10日
  - 千葉ロッテマリーンズは、佐々木朗希がポスティングシステムによる移籍交渉の手続きを申請し、MLB側に受理されたと発表。交渉期間は45日間で現地時間の10日午前8時（日本時間同午後10時）から始まり、来年1月24日午前8時（同24日午後10時）まで[706]。また、戦力外通告を受けていた菅野剛士が現役を引退し、アマスカウトに就任することを発表[707]。
  - 東京ヤクルトスワローズは、茂木栄五郎の獲得を正式発表。背番号は8[708]。
- 11日
  - 千葉ロッテマリーンズは、福岡ソフトバンクホークスからFA宣言していた石川柊太の獲得を発表[709]。また、現役ドラフトで加入した石垣雅海の入団会見を行い、背番号が43である旨を発表[710]。
  - 東京ヤクルトスワローズは、元マイアミ・マーリンズのマイク・バウマンの獲得を発表、背番号は58[711]。
  - 北海道日本ハムファイターズは、育成の孫易磊と来シーズンの契約が合意に達したと発表[712]。
  - 阪神タイガースは、鈴木勇斗と育成選手契約を締結したことを発表。背番号は28→121[713]。
- 12日
  - 東北楽天ゴールデンイーグルスは、新加入選手の背番号とコーチの背番号変更を以下の通り発表[714]。
    - スペンサー・ハワード：15
    - ミゲル・ヤフーレ：89
    - 渡辺浩司一軍打撃コーチ：89→98

  - オリックス・バファローズは広島東洋カープからFA宣言していた九里亜蓮と契約を締結したことを発表。背番号は22[715]。
  - 東京ヤクルトスワローズは、元コロラド・ロッキーズのピーター・ランバートの獲得を発表、背番号は39[716]。
  - 福岡ソフトバンクホークスは、来季のコーチングスタッフを以下の通り発表[717]。
    - 【1軍】小久保裕紀（監督）、奈良原浩（ヘッドコーチ）、倉野信次（投手コーチ（チーフ）兼ヘッドコーディネーター（投手））、若田部健一（投手コーチ（ブルペン））、中田賢一（投手コーチ（ブルペン補佐））、村上隆行（打撃コーチ）、本多雄一（内野守備走塁兼作戦コーチ）、大西崇之（外野守備走塁兼作戦コーチ）、髙谷裕亮（バッテリーコーチ）
    - 【2軍】松山秀明（監督）、小笠原孝（投手コーチ（チーフ））、牧田和久（ファーム投手コーチ）、村松有人（ 打撃コーチ）、髙田知季（内野守備走塁コーチ）、城所龍磨（外野守備走塁コーチ）、清水将海（２軍バッテリーコーチ）
    - 【3軍】斉藤和巳（監督）、寺原隼人（投手コーチ（チーフ））、奥村政稔（ファーム投手コーチ）、大道典良（打撃コーチ）、金子圭輔（内野守備走塁コーチ）、高波文一（外野守備走塁コーチ）、細川亨（バッテリーコーチ）
    - 【4軍】大越基（監督）、フェリペ・ナテル（投手コーチ）、森笠繁（打撃コーチ）、笹川隆（ 内野守備走塁コーチ）釜元豪（外野守備走塁コーチ）、的山哲也（バッテリーコーチ）、森山良二（リハビリ担当）、中谷将大（リハビリ担当）、川越英隆（コーディネーター）、星野順治（コーディネーター）、荒金久雄 （コーディネーター）、関川浩一（コーディネーター）、森浩之（コーディネーター）、井出竜也（コーディネーター）

  - 国内FA権を行使していた阪神タイガースの原口文仁が、球団に残留することが決定[718]。
  - 埼玉西武ライオンズは、現役ドラフトで加入した平沢大河の入団会見を行い、背番号が39である旨を発表[719]。
  - 福岡ソフトバンクホークスは、現役ドラフトで加入した上茶谷大河の入団会見を行い、背番号が64である旨を発表[720]。
  - 読売ジャイアンツは、現役ドラフトで加入した田中瑛斗の入団会見を行い、背番号が45である旨を発表[721]。
- 13日
  - 千葉ロッテマリーンズは、元デトロイト・タイガースのブライアン・サモンズの獲得を発表[722]。
  - 横浜DeNAベイスターズは、現役ドラフトで加入した浜地真澄の入団会見を行い、背番号が52である旨を発表[723]。
  - 北海道日本ハムファイターズは、現役ドラフトで加入した吉田賢吾の入団会見を行い、背番号が60である旨を発表[724]。
- 14日
  - 埼玉西武ライオンズは、前オリックス・バファローズのレアンドロ・セデーニョと来季契約を締結したことを発表、背番号は40[725]。
  - 中日ドラゴンズは、新人選手の背番号を以下の通り発表[726]。
    - 金丸夢斗：21
    - 吉田聖弥：47
    - 森駿太：31
    - 石伊雄太：9
    - 高橋幸佑：61
    - 有馬惠叶：64
    - 中村奈一輝：202
    - 井上剣也：203
- 15日
  - 中日ドラゴンズは、来季のチームスローガンが『どらポジ』に決定したことを発表[727]。
- 16日
  - 読売ジャイアンツは、前中日ドラゴンズのライデル・マルティネスと契約合意したと発表[728]。
  - 中日ドラゴンズは、現役ドラフトで加入した伊藤茉央の入団会見を行い、背番号が32である旨を発表。また、新背番号、背番号変更、登録名変更を以下の通り発表[729][730]。
    - 井上一樹1軍監督：99
    - 松中信彦打撃統括コーチ：89
    - 飯山裕志野手総合コーチ：74
    - 落合英二2軍監督：88
    - 小山伸一郎投手統括コーチ：77
    - 田島慎二投手コーチ：98
    - 小池正晃打撃統括コーチ：75
    - 平田良介外野守備走塁コーチ：79
    - 小林正人投手・育成コーチ：86
    - 根尾昂　7→30
    - 松木平優太　69→29
    - 仲地礼亜　31→26
    - 辻本倫太郎　29→0
    - 福永裕基　68→7
    - オルランド・カリステ　99→4
    - 鵜飼航丞　4→66
    - 加藤竜馬　96→201
    - 伊藤茉央：32
    - 三浦瑞樹：204
    - 龍空 → 土田龍空
    - 後藤駿太 → 駿太

- 17日
  - 横浜DeNAベイスターズは、京田陽太の背番号を98→9に変更することを発表[731]。
  - 読売ジャイアンツから海外FA権を行使していた菅野智之が、MLBのボルチモア・オリオールズと契約合意したことが発表された[732]。
  - 読売ジャイアンツは、福岡ソフトバンクホークスからFA宣言していた甲斐拓也と契約合意を発表[733]。背番号は10[734]。
  - 北海道日本ハムファイターズは、アニュラス・ザバラとの来季の契約合意を発表[735]。
- 18日
  - 北海道日本ハムファイターズは、アリエル・マルティネスとの来季の契約合意を発表[736]。
  - 福岡ソフトバンクホークスは、2023年まで北海道日本ハムファイターズに所属していた前ボストン・レッドソックスの上沢直之の獲得を発表。背番号は10[737]。
  - 東北楽天ゴールデンイーグルスは、加治屋蓮の背番号が41に決定したと発表[738]。
  - 埼玉西武ライオンズは、育成選手契約を結んだ浜屋将太、大曲錬、野田海人の背番号がそれぞれ40→111、59→112、38→113に変更されることを発表した[739]。
  - 読売ジャイアンツは、元ヒューストン・アストロズのトレイ・キャベッジとの契約締結を発表[740]。
- 19日
  - 阪神タイガースは、元フィラデルフィア・フィリーズのニック・ネルソンとの契約締結を発表、背番号は42[741]。また、現役ドラフトで加入した畠世周の入団会見を行い、背番号が36である旨を発表[742]。
  - 福岡ソフトバンクホークスは、澤柳亮太郎、風間球打、田上奏大、生海、川原田純平の5選手と育成選手契約を締結したことを発表。背番号はそれぞれ38→141、1→155、70→157、37→154、46→167に変更[743]。
  - 東京ヤクルトスワローズは、現役ドラフトで加入した矢崎拓也の入団会見を行い、背番号が41である旨を発表[744]。
  - 千葉ロッテマリーンズは、石川柊太の背番号が今季まで吉井理人監督が着用していた21に決まったと発表した。なお、吉井監督の背番号は81、今季まで81を着用していた伊志嶺翔太コーチの背番号が74に変更されることも併せて発表された[745]。
- 20日
  - 中日ドラゴンズは、元オークランド・アスレチックスのカイル・マラー、元シアトル・マリナーズのジェイソン・ボスラ－、育成選手として元ピナール・デル・リオ（キューバリーグ）のランディ・マルティネスの3選手の獲得を発表[746]。
  - 横浜DeNAベイスターズは、育成の渡辺明貴が今季限りで退団することを発表[747]。
  - 広島東洋カープは、現役ドラフトで加入した山足達也の入団会見を行い、背番号が69である旨を発表[748]。
- 21日
  - 東北楽天ゴールデンイーグルスは、現役ドラフトで加入した柴田大地の入団会見を行い、背番号が71である旨を発表[749]。
- 22日
  - 東北楽天ゴールデンイーグルスは、高田孝一が今季限りで現役引退し、球団の営業本部に配属され、営業職に転身すると発表[750]。
- 23日
  - 横浜DeNAベイスターズの濵口遥大と福岡ソフトバンクホークスの三森大貴の交換トレード成立が両球団から発表された[751][752]。背番号は濵口が13[752]。
  - 広島東洋カープは、現役ドラフトで加入した鈴木健矢の入団会見を行い、背番号が41である旨を発表[753]。
- 24日
  - 北海道日本ハムファイターズは、中日ドラゴンズから国内FA権を行使していた福谷浩司の獲得を発表[754]。
  - 読売ジャイアンツは、前東北楽天ゴールデンイーグルスの田中将大の獲得を発表[755]。
- 25日
  - 北海道日本ハムファイターズは、ドリュー・バーヘイゲンと来シーズンの契約合意を発表[756]。
  - 阪神タイガースは、元アセレロス・デ・モンクローバ（メキシカン・リーグ）のラモン・ヘルナンデスとの契約合意を発表[757]。
  - 読売ジャイアンツは、田中将大の背番号が11に決まったこと[758]、および山田龍聖との育成選手契約に合意したことを発表した[759]。
- 26日
  - 東北楽天ゴールデンイーグルスは、今野龍太の背番号が66に決定したと発表[760]。
- 27日
  - 阪神タイガースは、ラモン・ヘルナンデスの獲得を正式発表。背番号は95[761]。
- 28日
  - 読売ジャイアンツは、以下のように来季背番号を発表した[762]。
    - ライデル・マルティネス：92
    - トレイ・キャベッジ：13
    - 松本哲也外野守備兼走塁コーチ　92→93
- 29日
  - 阪神タイガースは、元ミルウォーキー・ブルワーズのジョン・デュプランティエの獲得を発表、背番号は20[763]。
  - 北海道日本ハムファイターズから戦力外通告を受けていた柿木蓮が、自身のインスタグラムで現役引退を発表[764]。
  - 東京ヤクルトスワローズから戦力外通告を受けていた西田明央が、自身のインスタグラムで現役引退を発表[765]。

## 監督人事

### シーズン開幕までの変更
| チーム       | 新任監督   | 前任監督 | 前職                         |
| ------------ | ---------- | -------- | ---------------------------- |
| 巨人         | 阿部慎之助 | 原辰徳   | 巨人ヘッド兼バッテリーコーチ |
| 楽天         | 今江敏晃   | 石井一久 | 楽天一軍打撃コーチ           |
| ソフトバンク | 小久保裕紀 | 藤本博史 | ソフトバンク二軍監督         |

### シーズン中の変更
| 日付    | チーム | 新任監督                 | 前任監督   | 前職   |
| ------- | ------ | ------------------------ | ---------- | ------ |
| 5月26日 | 西武   | 渡辺久信（GM兼監督代行） | 松井稼頭央 | 西武GM |

## 競技結果

### セントラル・リーグ
| 順位 | 球団                   | 勝 | 敗 | 分 | 勝率 | 差   |
| 1位  | 読売ジャイアンツ       | 77 | 59 | 7  | .566 | 優勝 |
| 2位  | 阪神タイガース         | 74 | 63 | 6  | .540 | 3.5  |
| 3位  | 横浜DeNAベイスターズ   | 71 | 69 | 3  | .507 | 8.0  |
| 4位  | 広島東洋カープ         | 68 | 70 | 5  | .493 | 10.0 |
| 5位  | 東京ヤクルトスワローズ | 62 | 77 | 4  | .446 | 16.5 |
| 6位  | 中日ドラゴンズ         | 60 | 75 | 8  | .444 | 16.5 |

### パシフィック・リーグ
| 順位 | 球団                         | 勝 | 敗 | 分 | 勝率 | 差   |
| 1位  | 福岡ソフトバンクホークス     | 91 | 49 | 3  | .650 | 優勝 |
| 2位  | 北海道日本ハムファイターズ   | 75 | 60 | 8  | .556 | 13.5 |
| 3位  | 千葉ロッテマリーンズ         | 71 | 66 | 6  | .518 | 18.5 |
| 4位  | 東北楽天ゴールデンイーグルス | 67 | 72 | 4  | .482 | 23.5 |
| 5位  | オリックス・バファローズ     | 63 | 77 | 3  | .450 | 28.0 |
| 6位  | 埼玉西武ライオンズ           | 49 | 91 | 3  | .350 | 42.0 |

### セ・パ交流戦
| 順位 | 球団                         | 勝 | 敗 | 分 | 勝率 | 差   |
| 1位  | 東北楽天ゴールデンイーグルス | 13 | 5  | 0  | .722 | 優勝 |
| 2位  | 福岡ソフトバンクホークス     | 12 | 6  | 0  | .667 | 1.0  |
| 3位  | 横浜DeNAベイスターズ         | 11 | 7  | 0  | .611 | 2.0  |
| 4位  | 東京ヤクルトスワローズ       | 9  | 7  | 2  | .563 | 3.0  |
| 5位  | 広島東洋カープ               | 10 | 8  | 0  | .556 | 3.0  |
| 6位  | オリックス・バファローズ     | 10 | 8  | 0  | .556 | 3.0  |
| 7位  | 読売ジャイアンツ             | 8  | 9  | 1  | .471 | 4.5  |
| 8位  | 千葉ロッテマリーンズ         | 7  | 9  | 2  | .438 | 5.0  |
| 9位  | 北海道日本ハムファイターズ   | 7  | 10 | 1  | .412 | 5.5  |
| 10位 | 阪神タイガース               | 7  | 11 | 0  | .389 | 6.0  |
| 11位 | 中日ドラゴンズ               | 7  | 11 | 0  | .389 | 6.0  |
| 12位 | 埼玉西武ライオンズ           | 4  | 14 | 0  | .222 | 9.0  |

### クライマックスシリーズ

#### ファーストステージ
| 日付                       | 試合  | ビジター球団（先攻） | スコア | ホーム球団（後攻） | 開催球場       |
| 10月12日（土）             | 第1戦 | 横浜DeNAベイスターズ | 3 - 1  | 阪神タイガース     | 阪神甲子園球場 |
| 10月13日（日）             | 第2戦 | 横浜DeNAベイスターズ | 10 - 3 | 阪神タイガース     | 阪神甲子園球場 |
| 勝者：横浜DeNAベイスターズ |       |                      |        |                    |                |

| 日付                             | 試合  | ビジター球団（先攻） | スコア | ホーム球団（後攻）         | 開催球場                   |
| 10月12日（土）                   | 第1戦 | 千葉ロッテマリーンズ | 2 - 0  | 北海道日本ハムファイターズ | エスコンフィールドHOKKAIDO |
| 10月13日（日）                   | 第2戦 | 千葉ロッテマリーンズ | 2 - 3x | 北海道日本ハムファイターズ | エスコンフィールドHOKKAIDO |
| 10月14日（月）                   | 第3戦 | 千葉ロッテマリーンズ | 2 - 5  | 北海道日本ハムファイターズ | エスコンフィールドHOKKAIDO |
| 勝者：北海道日本ハムファイターズ |       |                      |        |                            |                            |

#### ファイナルステージ
| 日付                       | 試合           | ビジター球団（先攻） | スコア | ホーム球団（後攻） | 開催球場   |
| アドバンテージ             | アドバンテージ | 横浜DeNAベイスターズ |        | 読売ジャイアンツ   |            |
| 10月16日（水）             | 第1戦          | 横浜DeNAベイスターズ | 2 - 0  | 読売ジャイアンツ   | 東京ドーム |
| 10月17日（木）             | 第2戦          | 横浜DeNAベイスターズ | 2 - 1  | 読売ジャイアンツ   | 東京ドーム |
| 10月18日（金）             | 第3戦          | 横浜DeNAベイスターズ | 2 - 1  | 読売ジャイアンツ   | 東京ドーム |
| 10月19日（土）             | 第4戦          | 横浜DeNAベイスターズ | 1 - 4  | 読売ジャイアンツ   | 東京ドーム |
| 10月20日（日）             | 第5戦          | 横浜DeNAベイスターズ | 0 - 1  | 読売ジャイアンツ   | 東京ドーム |
| 10月21日（月）             | 第6戦          | 横浜DeNAベイスターズ | 3 - 2  | 読売ジャイアンツ   | 東京ドーム |
| 勝者：横浜DeNAベイスターズ |                |                      |        |                    |            |

| 日付                           | 試合           | ビジター球団（先攻）       | スコア | ホーム球団（後攻）       | 開催球場               |
| アドバンテージ                 | アドバンテージ | 北海道日本ハムファイターズ |        | 福岡ソフトバンクホークス |                        |
| 10月16日（水）                 | 第1戦          | 北海道日本ハムファイターズ | 2 - 5  | 福岡ソフトバンクホークス | みずほPayPayドーム福岡 |
| 10月17日（木）                 | 第2戦          | 北海道日本ハムファイターズ | 2 - 7  | 福岡ソフトバンクホークス | みずほPayPayドーム福岡 |
| 10月18日（金）                 | 第3戦          | 北海道日本ハムファイターズ | 2 - 3  | 福岡ソフトバンクホークス | みずほPayPayドーム福岡 |
| 勝者：福岡ソフトバンクホークス |                |                            |        |                          |                        |

### 日本シリーズ
| 日付                                        | 試合   | ビジター球団（先攻）     | スコア   | ホーム球団（後攻）       | 開催球場               |
| ------------------------------------------- | ------ | ------------------------ | -------- | ------------------------ | ---------------------- |
| 10月26日（土）                              | 第1戦  | 福岡ソフトバンクホークス | 5 - 3    | 横浜DeNAベイスターズ     | 横浜スタジアム         |
| 10月27日（日）                              | 第2戦  | 福岡ソフトバンクホークス | 6 - 3    | 横浜DeNAベイスターズ     | 横浜スタジアム         |
| 10月28日（月）                              | 移動日 | 移動日                   | 移動日   | 移動日                   | 移動日                 |
| 10月29日（火）                              | 第3戦  | 横浜DeNAベイスターズ     | 4 - 1    | 福岡ソフトバンクホークス | みずほPayPayドーム福岡 |
| 10月30日（水）                              | 第4戦  | 横浜DeNAベイスターズ     | 5 - 0    | 福岡ソフトバンクホークス | みずほPayPayドーム福岡 |
| 10月31日（木）                              | 第5戦  | 横浜DeNAベイスターズ     | 7 - 0    | 福岡ソフトバンクホークス | みずほPayPayドーム福岡 |
| 11月1日（金）                               | 移動日 | 移動日                   | 移動日   | 移動日                   | 移動日                 |
| 11月2日（土）                               | 第6戦  | 雨天中止                 | 雨天中止 | 雨天中止                 | 横浜スタジアム         |
| 11月3日（日）                               | 第6戦  | 福岡ソフトバンクホークス | 2 - 11   | 横浜DeNAベイスターズ     | 横浜スタジアム         |
| 優勝：横浜DeNAベイスターズ（26年ぶり3回目） |        |                          |          |                          |                        |

### 個人タイトル
|                  | セントラル・リーグ | セントラル・リーグ | セントラル・リーグ | パシフィック・リーグ | パシフィック・リーグ | パシフィック・リーグ |
| タイトル         | 選手               | 球団               | 成績               | 選手                 | 球団                 | 成績                 |
| ---------------- | ------------------ | ------------------ | ------------------ | -------------------- | -------------------- | -------------------- |
| 最優秀選手       | 菅野智之           | 巨人               | -                  | 近藤健介             | ソフトバンク         | -                    |
| 最優秀新人       | 船迫大雅           | 巨人               | -                  | 武内夏暉             | 西武                 | -                    |
| 首位打者         | T.オースティン     | DeNA               | .316               | 近藤健介             | ソフトバンク         | .314                 |
| 本塁打王         | 村上宗隆           | ヤクルト           | 33本               | 山川穂高             | ソフトバンク         | 34本                 |
| 打点王           | 村上宗隆           | ヤクルト           | 86打点             | 山川穂高             | ソフトバンク         | 99打点               |
| 最多安打         | 長岡秀樹           | ヤクルト           | 163安打            | 辰己涼介             | 楽天                 | 158安打              |
| 盗塁王           | 近本光司           | 阪神               | 19盗塁             | 周東佑京             | ソフトバンク         | 41盗塁               |
| 最高出塁率       | D.サンタナ         | ヤクルト           | .399               | 近藤健介             | ソフトバンク         | .439                 |
| 最優秀防御率     | 髙橋宏斗           | 中日               | 1.38               | L.モイネロ           | ソフトバンク         | 1.88                 |
| 最多勝利         | 菅野智之           | 巨人               | 15勝               | 有原航平             | ソフトバンク         | 14勝                 |
| 最多勝利         | 菅野智之           | 巨人               | 15勝               | 伊藤大海             | 日本ハム             | 14勝                 |
| 最多奪三振       | 戸郷翔征           | 巨人               | 156奪三振          | 今井達也             | 西武                 | 187奪三振            |
| 最高勝率         | 菅野智之           | 巨人               | .833               | 伊藤大海             | 日本ハム             | .737                 |
| 最多セーブ投手   | R.マルティネス     | 中日               | 43S                | 則本昂大             | 楽天                 | 32S                  |
| 最優秀中継ぎ投手 | 松山晋也           | 中日               | 43HP               | 河野竜生             | 日本ハム             | 34HP                 |
| 最優秀中継ぎ投手 | 桐敷拓馬           | 阪神               | 43HP               | 河野竜生             | 日本ハム             | 34HP                 |

### 月間MVP
|         | セントラル・リーグ | セントラル・リーグ | セントラル・リーグ | セントラル・リーグ | パシフィック・リーグ | パシフィック・リーグ | パシフィック・リーグ | パシフィック・リーグ |
|         | 投手               | 球団               | 野手               | 球団               | 投手                 | 球団                 | 野手                 | 球団                 |
| ------- | ------------------ | ------------------ | ------------------ | ------------------ | -------------------- | -------------------- | -------------------- | -------------------- |
| 3・4月  | R.マルティネス     | 中日               | D.サンタナ         | ヤクルト           | 伊藤大海             | 日本ハム             | 柳田悠岐             | ソフトバンク         |
| 5月     | 床田寛樹           | 広島               | 小園海斗           | 広島               | 武内夏暉             | 西武                 | 栗原陵矢             | ソフトバンク         |
| 6月     | 大瀬良大地         | 広島               | T.オースティン     | DeNA               | L.モイネロ           | ソフトバンク         | 近藤健介             | ソフトバンク         |
| 7月     | 髙橋宏斗           | 中日               | 佐野恵太           | DeNA               | 有原航平             | ソフトバンク         | 髙部瑛斗             | ロッテ               |
| 8月     | 東克樹             | DeNA               | 近本光司           | 阪神               | L.モイネロ           | ソフトバンク         | F.レイエス           | 日本ハム             |
| 9・10月 | 吉村貢司郎         | ヤクルト           | 岡本和真           | 巨人               | 伊藤大海             | 日本ハム             | 栗原陵矢             | ソフトバンク         |

### ベストナイン
|          | セントラル・リーグ | セントラル・リーグ | パシフィック・リーグ | パシフィック・リーグ |
| 守備位置 | 選手               | 球団               | 選手                 | 球団                 |
| -------- | ------------------ | ------------------ | -------------------- | -------------------- |
| 投手     | 菅野智之           | 巨人               | 有原航平             | ソフトバンク         |
| 捕手     | 山本祐大           | DeNA               | 佐藤都志也           | ロッテ               |
| 一塁手   | 岡本和真           | 巨人               | 山川穂高             | ソフトバンク         |
| 二塁手   | 吉川尚輝           | 巨人               | 小深田大翔           | 楽天                 |
| 三塁手   | 村上宗隆           | ヤクルト           | 栗原陵矢             | ソフトバンク         |
| 遊撃手   | 長岡秀樹           | ヤクルト           | 今宮健太             | ソフトバンク         |
| 外野手   | D.サンタナ         | ヤクルト           | 辰己涼介             | 楽天                 |
| 外野手   | 細川成也           | 中日               | 近藤健介             | ソフトバンク         |
| 外野手   | 近本光司           | 阪神               | 周東佑京             | ソフトバンク         |
| 指名打者 | -                  | -                  | F.レイエス           | 日本ハム             |

### ゴールデングラブ賞
|          | セントラル・リーグ | セントラル・リーグ | パシフィック・リーグ | パシフィック・リーグ |
| 守備位置 | 選手               | 球団               | 選手                 | 球団                 |
| -------- | ------------------ | ------------------ | -------------------- | -------------------- |
| 投手     | 菅野智之           | 巨人               | L.モイネロ           | ソフトバンク         |
| 捕手     | 山本祐大           | DeNA               | 甲斐拓也             | ソフトバンク         |
| 一塁手   | 岡本和真           | 巨人               | 山川穂高             | ソフトバンク         |
| 二塁手   | 吉川尚輝           | 巨人               | 小深田大翔           | 楽天                 |
| 三塁手   | 坂本勇人           | 巨人               | 栗原陵矢             | ソフトバンク         |
| 遊撃手   | 矢野雅哉           | 広島               | 源田壮亮             | 西武                 |
| 外野手   | 秋山翔吾           | 広島               | 辰己涼介             | 楽天                 |
| 外野手   | 岡林勇希           | 中日               | 周東佑京             | ソフトバンク         |
| 外野手   | 近本光司           | 阪神               | 万波中正             | 日本ハム             |

### オールスターゲーム
→詳細は「2024年のオールスターゲーム」を参照

### ファーム
- ウエスタン・リーグ優勝：福岡ソフトバンクホークス（2年連続15回目）
- イースタン・リーグ優勝：横浜DeNAベイスターズ（42年ぶり4回目）
- ファーム日本選手権

|              | 1 | 2 | 3 | 4 | 5 | 6 | 7 | 8 | 9 | R | H  | E |
| ------------ | - | - | - | - | - | - | - | - | - | - | -- | - |
| DeNA         | 0 | 0 | 0 | 2 | 0 | 3 | 1 | 0 | 0 | 6 | 14 | 3 |
| ソフトバンク | 0 | 0 | 0 | 0 | 0 | 0 | 0 | 0 | 2 | 2 | 8  | 0 |

1. De：庄司、石川、三嶋、森唯 - 益子
2. ソ：前田純、三浦、中村亮、古川、渡邊佑、岩井 - 谷川原、嶺井
3. 勝利：庄司
4. 敗戦：前田純
5. 本塁打
De：フォード（6回2ラン・三浦）、フォード（7回ソロ・中村亮）
ソ：廣瀨（9回2ラン・森唯）
6. 審判
［球審］森口
［塁審］西沢（1B）、郡司（2B）、正木（3B）
7. 開始：13時02分 試合時間：3時間5分[766]

- 優勝：横浜DeNAベイスターズ（初）
  - 最優秀選手：庄司陽斗（DeNA）
  - 優秀選手：フォード（DeNA）、廣瀨隆太（ソフトバンク）